# Iphofen (Iphofen)
Iphofen (fränkisch: Ibhouf) ist der Hauptort der Stadt Iphofen im unterfränkischen Landkreis Kitzingen in Bayern.
Iphofen bildet heute, als einwohnerreichster und größter Gemeindeteil, den Mittelpunkt der politischen Gemeinde Iphofen und des östlichen Landkreises. Die Stadt entstand im Spätmittelalter als Außenposten des Hochstifts Würzburg und wurde zu einem Zentralort ausgebaut, der über die im 14. Jahrhundert etablierte Heiligblutwallfahrt auch geistliche Bedeutung erhielt. Iphofen besaß in der Vormoderne bedeutende Verteidigungsanlagen. Die Stadt wurde in der Folge immer wieder in militärische Auseinandersetzungen hineingezogen, besondere Bedeutung hat hier vor allem der Dreißigjährige Krieg. Im Zweiten Weltkrieg gelang es, Iphofen zu einer Lazarettstadt umzuwandeln, was die Stadt vor der Zerstörung bewahrte.
Iphofen hat sich bis heute sein spätmittelalterliches und barockes Ortsbild bewahrt. Dabei ist der Stadtkern mit seiner nahezu vollständig erhaltenen Befestigung in zwei Teile geteilt. Im Nordosten befindet sich die Altstadt mit der katholischen Pfarrkirche St. Vitus, dem Rathaus und dem Marktplatz. Südwestlich schließt sich das sogenannte Gräbenviertel mit der Heiligblutkirche und dem Spital an. Die beiden Siedlungen wurden erst im 14. Jahrhundert verbunden und sind heute noch durch einen im Stadtinneren verlaufenden Graben optisch voneinander getrennt. Iphofen besitzt einige kunst- und kulturhistorisch bedeutende Bauten, darunter eines der letzten erhaltenen Beinhäuser Frankens. Der historische Landgraben als vormoderne Verteidigungsanlage im Vorfeld der Stadt ist heute nur noch in wenigen Resten erhalten.
Die Wirtschaft der Stadt hat sich in den letzten 200 Jahren stark ausdifferenziert. War Iphofen in der Vormoderne noch eine reine Ackerbürgerstadt, deren Bevölkerung sich auf den Weinbau konzentrierte, wird die städtische Wirtschaft heute von drei Branchen geprägt. Mit der Knauf Gips KG besteht in Iphofen heute der Sitz eines weltweit agierenden, mittelständischen Unternehmens, das sich auf die Förderung und die Verarbeitung von Gipsprodukten spezialisiert hat. Es profitiert von den geologischen Bedingungen um die Stadt. Daneben spielt der Kulturtourismus in der historischen Altstadt eine große Rolle. Hiermit verbunden ist auch der Weinbau, der weiterhin eine große Bedeutung besitzt. Die noch im 20. Jahrhundert wichtige Forstwirtschaft mit dem Iphöfer Stadtwald am Rande des Steigerwalds hat dagegen an Bedeutung eingebüßt.

## Geografische Lage

### Geografie und naturräumliche Lage
Iphofen liegt im Nordwesten der politischen Gemeinde. Mit Ausnahme von Birklingen im Osten liegen die Gemeindeteile allesamt weiter südlich, wobei lediglich ein dünner Gebietsstreifen mit dem Breitbach die Kernstadt mit dem Gemeindeteil Mönchsondheim verbindet. Im Norden beginnt das Gebiet der Gemeinde Rödelsee. Der gleichnamige Hauptort und der Gemeindeteil Schwanberg mit dem Gipfel des eigentlich als Iphöfer Hausberg bezeichneten Schwanberg liegen der Stadt am nächsten. Im Osten der Steigerwaldstufe liegt Birklingen, der Südosten wird von der Gemeinde Markt Einersheim eingenommen. Im Süden liegt die Schwarzmühle in der Mönchsondheimer Gemarkung. Südwestlich erhebt sich Willanzheim als Hauptort der gleichnamigen Gemeinde, während im Westen Mainbernheim zu finden ist.
Nächstgelegene, größere Städte sind Kitzingen, mit einer Distanz von etwa 8 Kilometern und Ochsenfurt, das ungefähr 14,9 Kilometer entfernt ist. Die nächste Großstadt ist das 26 Kilometer entfernte Würzburg.

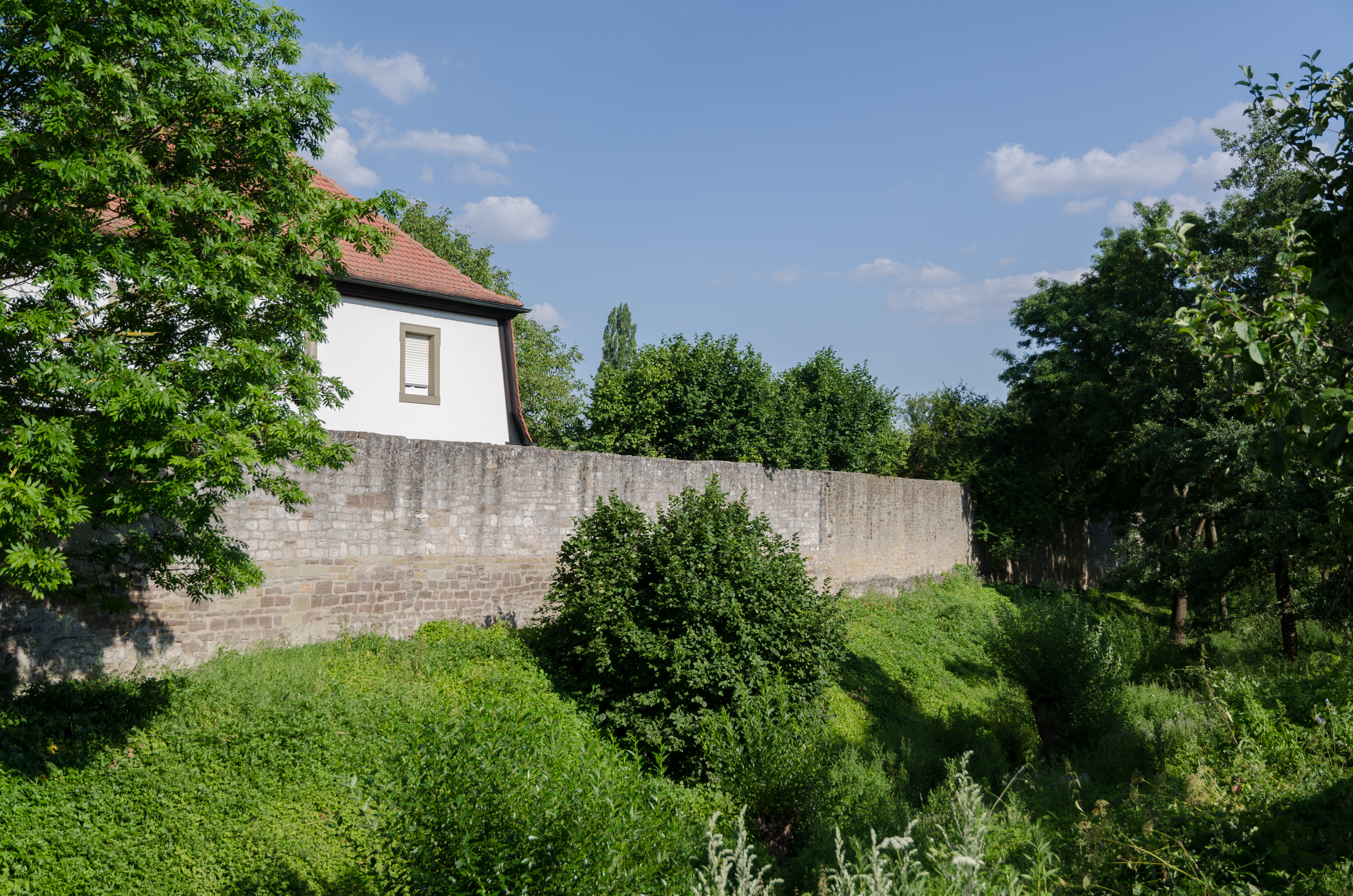
Der Wehrbach an der Iphöfer Stadtmauer

Naturräumlich liegt Iphofen inmitten des Schwanbergvorlandes als Teil des nach der Stadt benannten Iphofen-Gerolzhofener Steigerwaldvorlandes. Der Naturraum zieht sich in einem etwa 2 bis 5 km schmalen Streifen in einem Bogen um den namensgebenden Schwanberg, der den westlichsten Ausläufer des Mittelgebirges Steigerwald markiert. Die Böschungswinkel in Richtung des Berges steigen von 3 zu 15° an. Der Naturraum vermittelt zwischen den fast ebenen Gäuflächen und dem Anstieg des Geländes in Richtung des Steigerwaldes. Die wenigen Flüsse, die hier aus dem Steigerwald fließen haben keine tief ausgebildeten Täler entwickeln können.
Die Stadt liegt in der Maingauklimazone, die zu den trockensten und wärmsten Klimazonen in Deutschland zählt. Das erklärt auch den Weinbau in der Umgebung. Die Böden werden zumeist von Lettenkeuper beherrscht, wobei die Bodenzusammensetzung auch den im Steigerwald an vielen Stellen eingelagerten Lettengips umfasst. Die Landschaft wird seit Jahrhunderten von der Bearbeitung durch den Menschen geprägt. Die Böden sind aber für intensive ackerbauliche Nutzung nicht ausgelegt, sondern neigen zu starken Abspülungen. Anders als viele angrenzende Gebiete ist das Schwanbergvorland nicht so niederschlagsarm. Dies ist auf eine sogenannte Niederschlagsstraße zurückzuführen, die von Ochsenfurt über die Mainbernheimer Ebene und die Hellmitzheimer Bucht bis zum Schwanberg reicht.
Hydrologisch wird Iphofen trotz einer mehrere Kilometer weiten Entfernung vom Fluss durch den Main beeinflusst. Dem Main, genauer den Mainzuflüssen Sickersbach und Breitbach streben alle Gewässer auf dem Stadtgebiet zu. Der historische Stadtkern wird von den beiden Sickersbacharmen Wehrbach und Siechhausbach umflossen, die bereits im Mittelalter den Stadtgraben speisten. Sie vereinen sich im Westen des Stadtgebiets. Dabei entspringen beide Bäche im Osten der Stadt, wobei der Siechhausbach einen Quelltopf besitzt und sich der Wehrbach aus mehreren unbenannten Quellarmen zusammensetzt. Im äußersten Süden der Gemarkung fließt außerdem der Breitbach, der hier vom Moorseebach gespeist wird und in der Folge mehrere Wassermühlen antreibt.

### Gemarkung
Die Gemarkung Iphofen hat eine Fläche von 26,041 km². Sie ist in 4097 Flurstücke aufgeteilt, die eine durchschnittliche Fläche von 6356,04 m² haben. In ihr liegen neben dem namensgebenden Ort die Gemeindeteile Domherrnmühle, Gumpertsmühle, Landthurm und Vogtsmühle. Mit den baulichen Überresten des ehemaligen Poppenhofs ist im äußersten Osten ein ehemaliger Gemeindeteil zu finden.

### Ortsgliederung
Der historische Ortskern liegt im Westen der Gemarkung. Noch heute ist eine Zweiteilung der Innenstadt erkennbar. Das im 13. Jahrhundert um die Pfarrkirche St. Vitus und einen im Süden angrenzenden Markt mit dem Rathaus entstandene Stadtzentrum ist als Rechteck ausgeprägt. Daneben befindet sich südwestlich der als Gräbenviertel bekannte Stadtteil, der erst im 14. Jahrhundert in die Stadtmauer einbezogen wurde, wobei ein breiter Grünstreifen und ein Graben die beiden Stadtteile noch heute voneinander trennt. Das Zentrum des Gräbenviertels bildet die Heiligblutkirche. Zentraler Platz des Viertels ist der in Größe und Bedeutung dem Marktplatz nachgeordnete Julius-Echter-Platz.

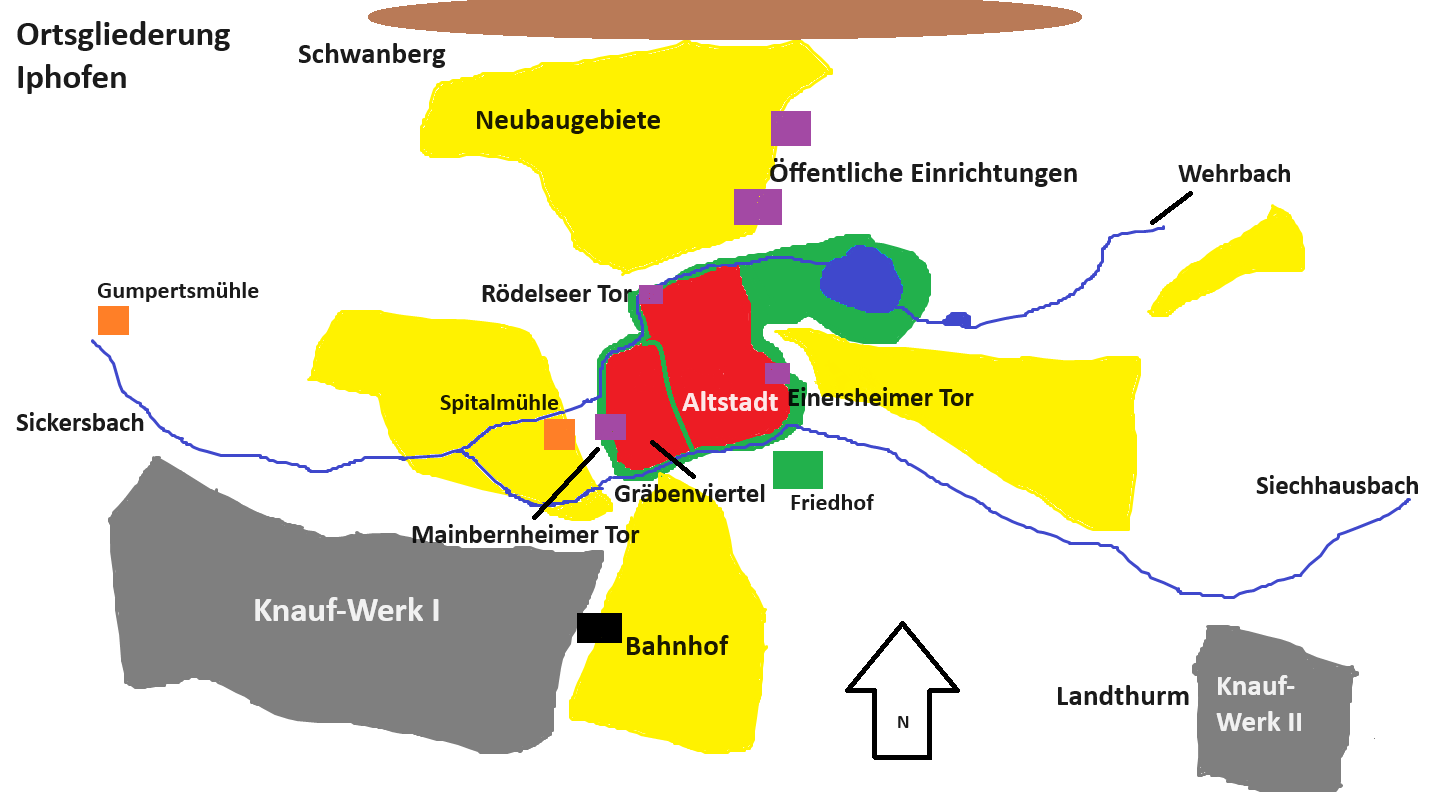
Gliederung der Iphöfer Kernstadt und ihrer Gemarkung

Das charakteristische Erscheinungsbild der Altstadt wird von einem breiten Graben abgerundet, der heute mit einem Grünstreifen bzw. Ringpark mit Erholungs- und Freizeitflächen ausgestattet wurde. Mehrere Tore waren bis in der zweiten Hälfte des 19. Jahrhunderts die einzigen Zugänge zur Altstadt bzw. dem Gräbenviertel. Im Uhrzeigersinn waren dies das Rödelseer Tor, das Einersheimer Tor, das Mainbernheimer Tor und das Pest- oder Totentor. Letzteres wurde bereits im 16. Jahrhundert zugemauert, hat seinen Namen aber von dem im Südsüdosten der Altstadt verorteten Friedhof erhalten. Mit der Spitalmühle ist im Westen der Altstadt ein weiteres historisches Areal zu finden. Die Neubebauung um die Altstadt wurde entlang der durch die vier Tore definierten Ausfallstraßen weitergeführt und entstand in einigem Abstand zur Altstadt. Hierdurch können die Strukturen leicht nachvollzogen werden.
Vier große Neubaugebiete mit Einfamilien- und kleinen Mehrfamilienhäusern lassen sich identifizieren. Im Norden entstanden Wohnsiedlungen entlang der Rödelseer Straße, im Osten reihen sich die Häuser zwischen der Birklinger und der Einersheimer Straße auf. Der Süden wird von Häusern entlang der Bahnhofstraße geprägt. Diese Stadterweiterung geht auf das 19. Jahrhundert zurück. Jünger sind dagegen die Siedlungshäuser westlich der Straße Am Stadtgraben West. Die das Gebiet erschließende Mainbernheimer Straße leitet auch zum Standort der Knauf Gruppe über, die heute etwa ein Areal von der Größe der Iphöfer Altstadt einnimmt und zwei eigene Bahnhaltepunkte für den Güterverkehr besitzt. In allen vier Siedlungsgebieten wurden kommunale bzw. andere öffentliche Einrichtungen untergebracht, die deshalb dezentral über das Stadtgebiet verteilt sind.
Im nördlichen Wohngebiet ist entlang der Abzweigungen des Schwanbergweges die Dr.-Karlheinz-Spielmann-Grundschule sowie die gleichnamige Mittelschule zu finden. Unmittelbar südlich schließt sich außerdem einer der beiden katholischen Kindergärten der Stadt an. In der unmittelbar nordöstlich daran anschließenden, parallel verlaufenden Anton-Sabel-Straße ist außerdem die Bildungs- und Tagungsstätte der Bundesagentur für Arbeit sowie eine Verwaltungsschule zu finden. Im Westen wurde ein großer See angelegt, der heute als Naherholungsgebiet genutzt wird. Darüber hinaus sind hier die Sportanlagen von Grund- und Mittelschule zu finden. Außerdem hat die Freiwillige Feuerwehr der Stadt hier ihren Sitz.
Das südliche Wohngebiet wird von der Bahnhofstraße dominiert und entstand als Verbindung mit dem an der Bahnstrecke Fürth–Würzburg gelegenen, öffentlichen Bahnhalt. Dieser wird heute von einem großen Park and Ride Parkplatz begleitet. Daneben sind hier die großen Einzelhandelsketten in einem Einkaufspark zu finden. Südlich der hier verlaufenden Bundesstraße schließt sich ein weiteres Wohngebiet und ein Elektrizitätswerk an. In der Iphöfer Gemarkung sind darüber hinaus mehrere vereinzelte Wohn- und Industriegebiete zu finden, die zumeist in enger Verbindung mit der Knauf-Gruppe stehen. Im äußersten Südosten der Gemarkung, im Gemeindeteil Landthurm, grenzt ein weiteres Knauf-Werk unmittelbar an das Gebiet von Einersheim.
Der Iphöfer Stadtwald liegt im Norden und Nordosten der Stadt. Der Wald gehört zu den größeren Waldgebieten im Westen des Mittelgebirges Steigerwald. Dabei wird das Bergmassiv, auf dem der Wald aufliegt, vom schichtenreichen Mittleren Keuper gebildet. Große Teile des Waldes werden seit Jahrhunderten von Menschen bewirtschaftet. Zwei Wirtschaftsformen haben sich hierdurch herausgebildet, die auch anhand des Baumbestandes ablesbar sind. So waren in den 1980er Jahren circa 424 Hektar mit Hochwald bestockt, während etwa 689 Hektar von Mittelwald eingenommen wurden. Inmitten des Iphöfer Stadtwaldes befinden sich noch heute die sogenannten Holzwiesen, die im 16. Jahrhundert als Rodungsinseln entstanden.
→ siehe auch: Iphöfer Stadtwald

### Schutzgebiete
Die Stadt ist von mehreren Schutzgebieten nahezu aller Schutzkategorien umgeben. Von besonderer Bedeutung für das Selbstverständnis Iphofens ist die Nähe zum Landschaftsschutzgebiet innerhalb des Naturparks Steigerwald (ehemals Schutzzone), das zugleich als Naturpark vermerkt wurde. Es beginnt im Osten und Norden des Stadtgebiets und berührt die bebaute Fläche nicht, sondern nimmt nahezu vollständig den Steigerwaldberg Schwanberg ein. Der Anstieg zum Steigerwald wird von Mischwäldern geprägt, in denen eine Vielzahl seltener Tierarten zu finden sind. Eine größere Fläche nimmt daneben der Naturpark Steigerwald ein, die Schutzfläche umfasst neben den Wäldern auch die Randzonen, in denen Weinbau und Landwirtschaft betrieben wird. Mehrere Stellen am Schwanberghang ermöglichen den Blick in die Erdgeschichte: Als Geotope wurden die Frankfurter Brüche, das Tonmergelstein am Schwanberg und der Gipskeuper am Schwanberg vermerkt.
Iphofen wird im Osten und Süden von einem ausgedehnten Vogelschutzgebiet umgeben. Unter dem Namen Südlicher Steigerwald wurden Stellen geschützt, die Nist- und Standvögeln besonders gute Brut- und Rastbedingungen bieten. Die gleichen Flächen werden zugleich auch als Fauna-Flora-Habitat „Vorderer Steigerwald mit Schwanberg“ geschützt. Besonderen Schutz genießt das einzige Naturschutzgebiet in der Gemarkung Iphofen. Es handelt sich um die nördlich der Stadt gelegenen Halbtrockenrasen am Schwanberg. Als Schutzziel ist der Erhalt der letzten Reste früher ausgedehnter Halbtrockenrasen mit ihren besonderen Pflanzen- und Tiergesellschaften ausgewiesen. Im Naturschutzgebiet sind eine Vielzahl verschiedener Tier- und Pflanzenarten heimisch. Einzige Schutzgebiete innerhalb des bebauten Gebiets sind die Biotope, die insbesondere entlang der kleinen Bäche ausgewiesen wurden.

## Geschichte

### Ortsname
Der Ortsname Iphofen spielt wohl auf die Lage des Ortes an. Die Endung -hofen gehört zu den ältesten Sprachschichten deutscher Namengebung und könnte durchaus über die fränkische Landnahme ab dem 5. Jahrhundert n. Chr. hinausgehen. Ähnlich wie das unweit gelegene Gerolzhofen könnte Iphofen bereits in keltisch-germanischer Zeit entstanden sein. Sie verweist auf eine Hofanlage. Das Bestimmungswort Ip- ist dagegen wesentlich umstrittener. Landläufig wurde das Wort mit den in der Umgebung anzutreffenden Gipsvorkommen assoziiert, wobei die mundartliche Form „Ips“ äußerliche Ähnlichkeiten zum heutigen Ortsnamen aufweist. Daneben existiert auch der Hinweis auf die Berge der Umgebung. So soll der Schwanberg in der Vergangenheit mit dem Wort „Ipf“ für bedeutender Berg umschrieben worden sein. Beide Bezeichnungen gehen auf umgangssprachliche Herleitungen zurück.
Sprachwissenschaftlich näherte sich erstmals der Erlanger Landeskundler Ernst Schwarz dem Namen an. Er leitet den Ortsnamen aus dem Keltischen ab und verweist auf die Nähe zum Mainzufluss Iff, der allerdings in ca. 8 Kilometern Entfernung fließt. Iphofen soll als Ort der Verehrung der keltischen Pferdegöttin Epona fungiert haben. Im Germanischen wurde das aus dem Lateinischen hergeleitete „epos“ bzw. „epia“ (von „equus“ – Pferd) zu „Ipfe“ umgewandelt. Damit wäre Iphofen mit einem Hof bei dem Roßbach zu übersetzen. In den 1980er Jahren setzte sich die Forschungsmeinung durch, dass Iphofen eher vom Gaunamen abzuleiten sei: Der Ort war Hauptsiedlung des Iffgaus und erhielt von diesem seine Bezeichnung. Danach handelte es sich um den Königshof im Iffgau.
Erstmals urkundlich erwähnt wurde der Ort Iphofen in einer Urkunde des Jahres 741 unter dem Namen „villa Iphahova“ erwähnt. Der Ortsname war in den folgenden Jahrhunderten einigen Wandlungen unterworfen. So wurde die Siedlung im Jahr 1203 „Ippehoven“ genannt, in einem Ablassbrief von 1297 tauchte die Namensform „Ypfhofen“ auf. Daneben waren auch die Bezeichnungen „Ippfehoven“ (1331) und „Ypphofen“ geläufig. Im 17. Jahrhundert begann über den Namen „Iphoffen“ (1628) eine Annäherung an die heutige Bezeichnung. Die Schreibweise „Iphofen“ ist allerdings erst seit 1742 die geläufige. Die Einwohner Iphofens heißen heute Iphöfer. Ebenso wird das Adjektiv zum Stadtnamen gebildet, beispielsweise in Iphöfer Stadtmauer. Bei den Orten in der Umgebung wurde den Einwohnern der Neckname Kröpfer, Kröpfe (mfr. Gräbfa) gegeben. Dieser spielt auf das gipshaltige Wasser an, der in der Vergangenheit häufige Kropferkrankungen hervorbrachte.

### Vor- und Frühgeschichte
Die Umgebung von Iphofen besitzt eine lange Siedlungsgeschichte. In der Gemarkung haben sich viele Bodendenkmäler erhalten, wobei auf den Flächen um das Dorf häufig Lesefunde gemacht wurden. Die ältesten Spuren menschlicher Besiedlung sind nördlich der Domherrnmühle in der Flur Landwehrweg auszumachen. Das Areal war während der Linearbandkeramik, des Jungneolithikums und der Urnenfelderzeit zumindest zeitweise dauerhaft besiedelt. Besondere Bedeutung für die vorgeschichtliche Erschließung des Areals hat auch der Schwanberg, der allerdings zum größten Teil in der Gemarkung von Rödelsee liegt. Auf dem Berg machte man Funde, die darauf schließen lassen, dass hier einst eine prähistorische Höhenfestung lag. Auf dem Berg lebten während des Neolithikums, der Bronzezeit, der Urnenfelderzeit, der Hallstattzeit, der jüngeren Latènezeit, der römischen Kaiserzeit, des frühen Mittelalters und des hohen Mittelalters Menschen, die auch in Anlagen zu ihrer Verteidigung investierten.
Lebten während der jüngeren Eisenzeit noch keltische Stämme in der Gegend um die heutige Stadt, wurden diese bis ins 2. nachchristliche Jahrhundert von den Alemannen verdrängt. Diese machten um das Jahr 260 den Burgunden Platz, die bis ins 4. Jahrhundert am Fuße des Steigerwalds siedelten. Ab dem 6. Jahrhundert begannen fränkische Stämme von Westen kommend in das Gebiet vorzustoßen und verdrängten die etablierte Bevölkerung langsam. Die Franken brachten das Christentum in die Region mit und etablierten erste Verwaltungsgrenzen, die sogenannten Gaue. Die Gegend um Iphofen kam zum Iffgau. Um 700 besiedelten die Franken die Stelle der heutigen Stadt.
Die Lage unterhalb des strategisch bedeutsamen Schwanbergs führte dazu, dass Iphofen bereits früh von den Franken zum Zentralort gemacht wurde. Hier entstand ein Königshof, der für die fränkische Zentralherrschaft auf großen Flächen landwirtschaftliche Güter produzierte. Dabei kann der Königshof wohl im Süden der heutigen Altstadt in der sogenannten Martinsvorstadt ausgemacht werden. Er bestand aus einem rechteckigen, mit Palisaden und Graben umwehrten Bereich, der nicht selten auch eine zentrale Kultstätte bzw. eine Kirche umfasste. Am Hof führte eine bedeutende Altstraße von Süden kommend vorbei. Für Iphofen lassen sich die Ausmaße des Hofes mit 80 Metern Breite und 160 Metern Länge ziemlich genau darlegen.

### Mittelalter
Erstmals urkundlich erwähnt wurde Iphofen im Jahr 741. So wurde in einer Schenkungsurkunde des Karlmann, Sohn des Karl Martell, neben 24 weiteren Gotteshäusern auch eine Kirche in Iphofen erwähnt, die dem heiligen Johannes dem Täufer geweiht war. Brombierstäudl vermutet, dass dieser Holzbau auch als zentrale Taufkirche für den gesamten Iffgau angesprochen werden kann. Das Gotteshaus gelangte aus königlichem Besitz an den Bischof von Würzburg. Daneben wechselte auch der Zehnt aus den Erträgen des in Iphofen verorteten Königshofes den Besitzer. In den folgenden Jahrhunderten haben sich keine Quellen erhalten, die die Geschichte des Ortes betreffen. Im Jahr 981 wurde für das folgende Jahr ein Turnier in Iphofen festgelegt.

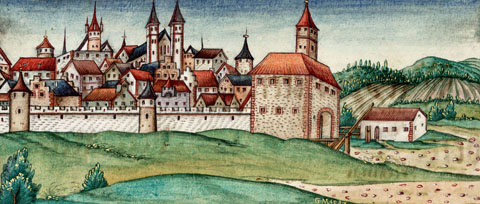
Fantasiedarstellung der spätmittelalterlichen Iphöfer Befestigungen in der Fries-Chronik

Im Jahr 1023 kann Iphofen neuerlich fassbar gemacht werden. Es wurde in einer Urkunde erwähnt, in der Kaiser Heinrich II. dem Würzburger Bischof Meginhard I. den Wildbann im Steigerwald zusprach. Weit bedeutender für die Geschichte Iphofens ist die am 22. Februar 1293 erfolgte Stadterhebung. Die Urkunde von Bischof Manegold von Neuenburg hat sich erhalten. Der Bischof plante mit der Aufwertung, eine Grenzbefestigung gegenüber den angrenzenden Einflussgebieten der Herren von Hohenlohe, der Grafen von Castell und der Burggrafen von Nürnberg aufzubauen. Der Gegensatz zwischen Fürstbischof und Hohenlohe wurde auch in der Stadt selbst deutlich. Obwohl Iphofen schnell eine mächtige Stadtbefestigung erhielt, blieb der Teil der Stadt, der den Herren von Hohenlohe gehörte, zunächst noch unbefestigt.
In den folgenden Jahrzehnten versuchten die Würzburger Fürstbischöfe ihre Rechte in der Stadt zu arrondieren. 1323 und 1331 wurde ihnen zunächst die Erhebung durch Kaiser Ludwig den Bayern bestätigt. Schließlich verkauften Agnes von Hohenlohe und ihr Ehemann Ulrich von Hanau ihre Besitzungen in der Vorstadt für 2000 Pfund Heller an Bischof Wolfram. 1343 konnten durch Bischof Otto II. von Wolfskeel weitere Güter der Familie erworben werden. Zwischen 1366 und 1374 war die Stadt kurzzeitig an die Krone Böhmens verpfändet, was die Ambitionen der Bischöfe kurzzeitig ausbremste. Schließlich übertrug Gerlach von Hohenlohe im Jahr 1384 für 600 Gulden die restlichen Besitzungen an den Bischof. In der Folge konnte nun auch die Vorstadt, das Gräbenviertel, in die Ummauerung einbezogen. Die Anlagen entstanden zwischen 1421 und 1481.
Besondere Bedeutung für die Geschichte der Stadt Iphofen hat die Gründung des Augustinerchorherrenstifts Birklingen. Ausgangspunkt war ein wundertätiges Gnadenbild, das bald auch Pilger anzog. Die Birklinger konnten bald auch in der Stadt Fuß fassen. Ihnen wurden im Jahr 1471 die Patronatsrechte der Iphöfer Pfarrkirche St. Martin von den Nonnen des Benediktinerinnenkloster Kitzingen abgetreten. Im Jahr 1479 erhielten die Chorherren außerdem die Pfründe an der Grabeskirche im Gräbenviertel, die bereits seit dem 14. Jahrhundert als Ziel für Wallfahrer gelten muss. Die Iphöfer versuchten den wachsenden Einfluss der Chorherren begrenzen und etablierten zu Beginn des 16. Jahrhunderts eine eigene Wallfahrt. Allerdings traf das Wunderbild im Iphöfer Stadtwald auf das Missfallen des Würzburger Fürstbischofs, der es in die Hofkapelle nach Würzburg bringen ließ.

### Reformation und Markgrafenkrieg
Nach der durch den Thesenanschlag Luthers ausgelösten Reformation veränderte sich die Stadt grundlegend. Ähnlich wie in vielen anderen Städten des Hochstifts Würzburg wandten sich viele Bewohner Iphofens der neuen Lehre zu. Trotz dieser konfessionellen Spaltung blieb das Zusammenleben friedlich. So wurde Bonifacius Frobenius, obwohl Lutheraner, Leiter der Lateinschule und stieg später zum Ratsherren auf, ehe er 1575 zum Bürgermeister gewählt wurde. Erst mit der nach dem Amtsantritt des Würzburger Fürstbischofs Julius Echter von Mespelbrunn beginnenden Gegenreformation im Jahr 1585 endete diese Phase. Die protestantischen Bewohner der Stadt wurden dazu verpflichtet entweder zum alten Glauben zurückzukehren oder die Stadt zu verlassen. In der Folge zogen viele Einwohner nach Mainbernheim, Kitzingen und Prichsenstadt.
In der ersten Hälfte des 17. Jahrhunderts erlebte die Verfolgung von Andersgläubigen einen ersten Höhepunkt. Vom Fürstbischof Philipp Adolf von Ehrenberg erhielt der Iphöfer Amtskeller Johann Ott den Auftrag, die evangelischen Kirchen in den benachbarten zu besetzen und die lutherischen Amtsträger zu vertreiben. Die Bewohner der besetzten Orte Einersheim, Hellmitzheim und Possenheim blieben allerdings bei ihrem Glauben und besuchten fortan den lutherischen Gottesdienst auf der Burg Speckfeld. Immer wieder versuchten die Iphöfer in den folgenden Jahren den geregelten evangelischen Gottesdienst und griffen hierfür auch auf bewaffnete Kräfte zurück. Zeitweise war der Einersheimer Schultheiß sogar im Iphöfer Turm eingesperrt.
In den folgenden Jahren spitzten sich die Spannungen zwischen den Parteien weiter zu. Hinzu kam der Deutsche Bauernkrieg, der im Jahr 1525 als Erhebung der unteren Stände gegen die Herren begann. Nachdem sich insbesondere im Iphöfer Umland bereits Bauernhaufen zusammengeschlossen hatten, wurde die Stadt am 2. April 1525 von den Truppen des Heinz Truchseß von Wetzhausen inspiziert und die Bewohner ermahnt, auf der Seite des Fürstbischofs zu bleiben. Die Markt Bibarter Bauern erreichten Iphofen zwei Tage später, konnten aber von der Bürgerschaft davon abgehalten werden, die Stadt einzunehmen. Daraufhin entbrannte ein publizistisch ausgetragener Streit. Da in den folgenden Wochen keine Unterstützung vonseiten des Bischofs die Stadt erreichte, schlossen sich die Bewohner am 26. April schließlich den Bauern an. Nach der Niederschlagung des Aufstandes wurden acht Rädelsführer in Iphofen hingerichtet.
Mit den Überfällen des Markgrafen Albrecht Alcibiades auf das Gebiet des Hochstifts Würzburg blieben auch die folgenden Jahrzehnte von kriegerischen Auseinandersetzungen geprägt. Am 22. April 1553 zogen die Truppen des Markgrafen vor die Stadt und brannten in den folgenden Tagen zunächst die Spitalmühle am westlichen Stadtrand ab. Zunächst wurde die Stadt zur Zahlung einer Brandschatzung verpflichtet und nachdem die Ratsmitglieder darüber in Verzug geraten waren, erpresst. Am 19. Mai zogen die Truppen des Markgrafen in die Stadt ein und die Bewohner mussten ihm als neuen Herren die Treue schwören. Die Besatzung dauerte allerdings nur kurz, weil ein Bündnis den Markgrafen schließlich im Jahr 1554 besiegte. Obwohl eine Belagerung und Zerstörung der Stadt ausblieb, kosteten die Ereignisse die Iphöfer doch eine Summe von 20.000 Gulden.

### Frühe Neuzeit
Mit dem Ausbruch des Dreißigjährigen Krieges im Jahr 1618 wurde auch die Stadt Iphofen schnell Kriegsschauplatz. Früh wurde Iphofen zu einem Musterungsplatz für die fürstbischöfliche Armee gemacht, sodass immer wieder große Einquartierungen erfolgten. Bereits 1620 richteten Mainbernheimer Reiter in der Iphöfer Flur größeren Schaden an. In den Jahren nach 1628 häuften sich dann die Vorfälle, die auch gewaltsam ausgetragen wurden. Die Kriegszeiten führten auch zu großen Einschränkungen auf anderen Gebieten: So wurde 1629 ein Aufnahmeverbot für das Bürgerspital Iphofen erlassen. Am 6. September 1631 wurde schließlich das Spital vollständig aufgelöst und die verbliebenen Pfründner nach Würzburg verbracht. Ein neuer Abschnitt des Krieges begann mit der Besetzung der Stadt durch schwedische Truppen, der im Oktober 1631 erfolgte.
Mitte November 1631 erhielt die Stadt eine bereits lange erhoffte Salva Guardia durch Herzog Bernhard von Sachsen-Weimar, die künftige Einquartierungen unterbinden sollte. In den folgenden Monaten wurde die Stadt dann vor allem mit Einzügen von Lebensmittelvorräten belastet. Allerdings erfolgten Anfang 1632 wiederum neue Einquartierungen. Mit zunehmender Vehemenz begann der Stadtrat, Bittbriefe an die schwedischen Offiziere zu schicken, um die Belastungen zu reduzieren. Zunächst verschlimmerte sich die Situation jedoch weiter. Im Sommer 1632 verlegten sich die Kämpfe vor die Stadt. Ein erster Angriff auf Iphofen erfolgte am 19. Juni, es starben etwa 30 Personen bei einer Attacke eines Fahnendragoners. Mehrere Bauten gerieten in Brand. Wenige Tage später folgte ein Überfall französischer Dragoner. Daraufhin verließen ein Großteil der Einwohner Iphofen.
Mit dem Sieg der Kaiserlichen bei Nördlingen veränderte sich die Situation in der Stadt. Nun wurden vermehrt Soldaten aus diesem Lager in der Stadt bewirtet. Da der Stadtrat sich in den folgenden Jahren mehrfach nicht in der Lage sieht, die Einquartierungen zu finanzieren, kommt es zu weiteren Strafaktionen: So erfolgte am 7. Februar 1646 die militärische „Execution“ der Rückstände durch fürstbischöflich-würzburgische Truppen. Trotz des mit den Friedensschlüssen von Münster und Osnabrück erfolgten Ende des Krieges blieb die Situation in der Stadt dramatisch. In einer Bittschrift an den Würzburger Bischof vom Juli 1650 wurde die Situation der Stadt folgendermaßen beschrieben: „Der Bürger undt Inwohner alhier seyndt nicht über 70 Man [...] wie dann der augenschein genugsamb mit sich bringt, daß unsere Heußer mehrenteyls lehr stehen, täglich einfallen undt zugrunde gehen [...].“
Die Zerstörungen des Dreißigjährigen Krieges waren auch am Ende des 17. Jahrhunderts noch nicht vollständig behoben. Allerdings gelang es den Iphöfern insbesondere durch den Boom des fränkischen Weinbaus den Wiederaufbau voranzutreiben. Der Aufbau geriet der durch den 1759 erfolgten Einfall einer preußischen Husarentruppe in Gefahr. Die Soldaten besetzten die Iphöfer Tore und erpressten von der Bürgerschaft eine hohe Summe. Ein weiterer Überfall preußischer Truppen auf Iphofen fand im November 1762 statt. Die Soldaten griffen einzelne Personen in ihren Häusern an und führten den Bürgermeister und den Stadtschreiber auf den Marktplatz. Dort wurde der Stadt wiederum ein Brandschatzungsgeld abgenommen. Zuvor hatte die Bevölkerung ihre Häuser bereits mit Strohballen für ein mögliches Anzünden Vorbereiten müssen.
Iphofen hatte im 18. Jahrhundert mehrere bedeutende Institutionen vonseiten des Hochstifts Würzburg erhalten. Diese führten zu einer Aufwertung des zentralörtlichen Charakters der Siedlung. So besaß die Stadt im 18. Jahrhundert ein Mautamt, das an der Chausee nahe Markt Einersheim verortet war. Bereits im Spätmittelalter wurde in der Stadt ein hochstiftisches Zentgericht eingerichtet. Besondere Bedeutung hatte die Stadt außerdem für den Einzug von Naturalien, insbesondere Wein. In Iphofen war eine Amts- und eine Kapitelskellerei untergebracht. Während die Amtskellerei dem Würzburger Fürstbischof zugeordnet war, wurde die Kapitelskellerei von den Domherren des Würzburger Kapitels verwaltet.

### Neuzeit: In Bayern
Nachdem Napoleon Bonaparte im Jahr 1802 die linksrheinischen Gebiete, die zu Bayern gehörten, seinem neuen Kaiserreich zugeschlagen hatte, musste er die Verbündeten Bayern irgendwie entschädigen. Dies gelang ihm, indem er die seit dem Mittelalter existierenden geistlichen Territorien 1803 säkularisierte und in Kurpfalz-Bayern eingliederte. Iphofen, Teil des alten Hochstifts Würzburg, wurde bayerische Stadt. Mit dem Frieden von Preßburg erhielt am 26. Dezember 1805 der preußische König Iphofen. Auch in den folgenden Jahren wechselten die Herrscher häufig. Im August 1806 gelangte die Stadt kurze Zeit zurück an Bayern, ehe im September wiederum die Preußen herrschten. 1809 stand die Stadt unter österreichischer Verwaltung. Erst 1810 wurde Iphofen endgültig bayerisch.

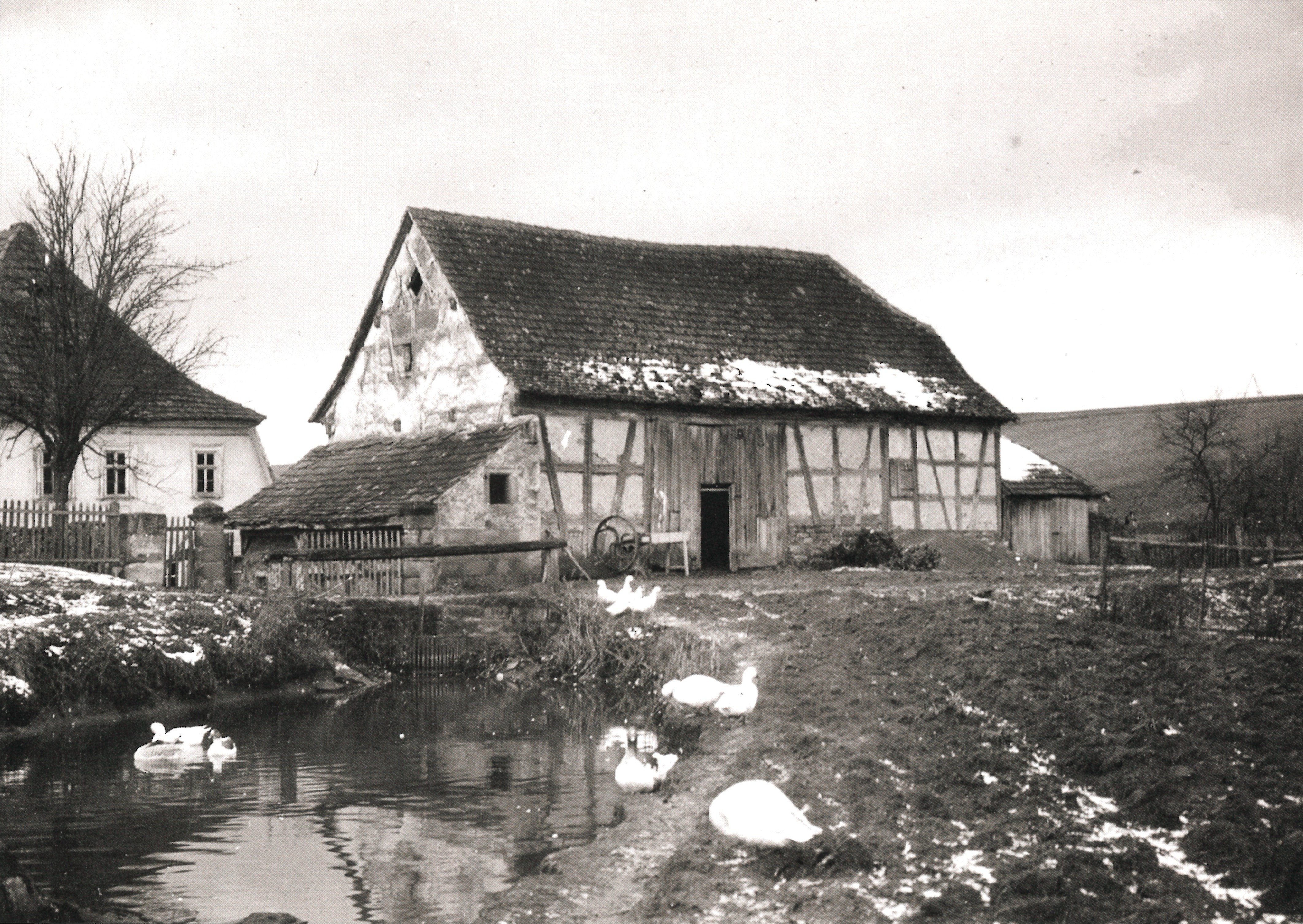
Um 1910 war das Umland der Stadt noch unbebaut, lediglich die Spitalmühle war hier zu finden

Mit dem Übergang an Bayern verlor Iphofen viele seiner ehemaligen zentralörtlichen Funktionen. Anders als viele andere ehemalige Amtsstädte des Hochstifts Würzburg wurde die Stadt nicht Teil des neugebildeten Untermainkreises, sondern gelangte in den markgräflich-preußisch geprägten Rezatkreis. 1812 wurde Iphofen, obwohl es mehr Einwohner besaß als der Landgerichtssitz, zu einer Landstadt im Landgericht Markt Bibart umgewandelt. Das Rentamt konnte die Stadt allerdings behalten. Im Jahr 1862 wechselte die zuständige Verwaltung an das Bezirksamt Scheinfeld, das Landgericht Markt Bibart blieb für die niedere Gerichtsbarkeit zuständig. Im Jahr 1865 gelang Iphofen mit dem Anschluss an die bayerische Hauptbahnstrecke Fürth–Würzburg eine eigene Bahnstation zu erhalten. Damit wurde der Zentralcharakter wieder bedeutend gestärkt.
Im Ersten Wetltkrieg starben 65 Menschen aus Iphofen, der Zweite Weltkrieg brachte mit 102 Toten Soldaten einen noch tieferen Einschnitt für die städtische Demographie. Mit der nationalsozialistischen Machtübernahme ging die systematische Ausgrenzung Andersdenkender einher. Besonders hiervon betroffen waren die Iphöfer Juden, die seit 1683 allerdings nicht mehr in einer eigenen Gemeinde organisiert waren. Kurz nach der „Machtergreifung“ der Nationalsozialisten verpflichtete der Stadtrat den Künstler Richard Rother, zwei antisemitische Tafeln zu fertigen, die im Frühjahr 1935 an den beiden Stadttoren aufgehängt wurden. Den Zwangsmaßnahmen fielen auch die Inhaber der Malzfabrik Iphofen, Wilhelm und Irma Adler zum Opfer. Deren Firma wurde „arisiert“ und an die Familie Beyer übergeben. → siehe auch: Jüdische Gemeinde Iphofen
Während des Zweiten Weltkrieges wurden in Iphofen in großer Zahl sogenannte Fremdarbeiter beschäftigt, darunter Menschen aus Polen und Frankreich. Mit zunehmender Verdichtung des Luftkrieges über Deutschland wurde in der Iphöfer Weinlage Burgweg eine Flugwache eingerichtet. Als die amerikanischen Truppen näher an die Stadt heranrückten war vonseiten der NSDAP zunächst deren Verteidigung geplant. Der Stettiner Zuckerfabrikant Karlheinz Spielmann hatte zusammen mit dem Leiter des städtischen Krankenhauses Rupert Schneider die Idee, aus Iphofen eine Lazarettstadt zu machen. Die Unterschrift unter die Erklärung setzte der Generalleutnant Cord von Hobe am 3. April 1945. Am 6. April wurde Iphofen kampflos von amerikanischen Truppen besetzt.
In der Zeit nach dem Zweiten Weltkrieg gewann die Stadt aus den Reihen von Heimatvertriebenen und Evakuierten eine Vielzahl neuer Einwohner. Iphofen wandelte sich von einer landwirtschaftlich geprägten Gemeinde zu einem Dienstleistungzentrum für die Orte der Umgegend. Hierzu trug auch die Erschließung der um die Stadt lagernden Gipsvorkommen durch die Firma Knauf bei. In der Nachkriegszeit begann die Stadt auch aus dem alten Mauerkern hinaus zu wachsen. 1972 wurde die neue Volksschule eingeweiht. Im Zuge der Gemeindegebietsreform konnte stieg Iphofen in den 1970er Jahren zum Hauptort der gleichnamigen Großgemeinde auf. Damit verbunden war auch eine nähere Anbindung an die vormodernen Verbindungen nach Würzburg: Fortan lag die Stadt nicht mehr in Mittelfranken, sondern war Teil des Bezirks Unterfranken. Die Stadt ist heute auch Sitz einer Verwaltungsgemeinschaft.

### Verwaltung und Gerichte
| Die folgenden Verwaltungseinheiten waren der Stadt Iphofen übergeordnet. - bis 1802: Amt Iphofen im Fränkischen Reichskreis - bis 1862: Landgericht älterer Ordnung Markt Bibart im Rezatkreis, ab 1838 Mittelfranken - bis 1972: Bezirksamt Scheinfeld, ab 1939 Landkreis Scheinfeld in Mittelfranken - ab 1972: Hauptort der Stadt Iphofen, Landkreis Kitzingen, Unterfranken | Gerichtlich unterstand Iphofen folgenden Instanzen. - bis 1802: Zentgericht Iphofen - bis 1879: Landgericht Markt Bibart im Landgerichtsbezirk Fürth - bis 1972: Amtsgericht Scheinfeld im Landgerichtsbezirk Fürth, ab 1932 Landgerichtsbezirk Würzburg - ab 1972: Amtsgericht Kitzingen im Landgerichtsbezirk Würzburg |

### Einwohnerentwicklung
Die Einwohner der Stadt Iphofen wurden erstmals im Jahr 1443 eher zufällig erfasst. Damals war die Stadt Anlaufpunkt der fürstbischöflichen Huldigung, bei der sich alle Männer (Einzelbürger und Familienväter, sowie Witwen) auf dem Marktplatz versammeln mussten. Hochrechnungen lassen auf eine Bevölkerungszahl von etwa 400 Personen schließen, was Iphofen zu einer der kleineren Städte im Hochstift Würzburg machte. Einen tiefen Einschnitt erlebte die Bevölkerung im Zuge des Dreißigjährigen Krieges. Zwei Jahre nach Kriegsende lebten nur noch etwa 70 Personen in der Stadt. Im 18. Jahrhundert gelang der Stadt ein glänzender Wiederaufstieg. Im Jahr 1711 lebten mit 1424 Personen soviele Menschen wie noch nie in der Stadt.
Obwohl Iphofen seine zentralörtlichen Strukturen in der ersten Hälfte des 19. Jahrhunderts einbüßte, gewann die Stadt in dieser Zeit neue Bürger. Im Jahr 1830 stieg die Bevölkerung erstmals über die 2000-Personenmarke. Bis vor dem Ersten Weltkrieg sank die Zahl allerdings wieder auf etwa 1600 Personen. Der größte Zuwachs kann in den Jahren nach dem Zweiten Weltkrieg ausgemacht werden. Durch den Zuzug von Heimatvertriebenen stieg die Zahl auf über 2400 Einwohner. In den folgenden Jahren blieb die Zahl konstant. Ein weiterer Zuwachs ist in den 2000er und 2010er Jahren zu verzeichnen. Dieser ist wohl fast ausschließlich auf das Wachstum der Firma Knauf Gips zurückzuführen. Heute leben etwa 3300 Personen in Iphofen.
Gemeinde Iphofen (bis zur Gebietsreform, entspricht der heutigen Gemarkung Iphofen)
| Jahr      | 1818   | 1840   | 1852   | 1855   | 1861   | 1867   | 1871   | 1875   | 1880   | 1885   | 1890   | 1895   | 1900   | 1905   | 1910   | 1919   | 1925   | 1933   | 1939   | 1946   | 1950   | 1952   | 1961   | 1970   | 1987   | 2023  |
| Einwohner | 2077   | 2036   | 1842   | 1791   | 1737   | 1838   | 1867   | 1888   | 1927   | 1958   | 1855   | 1770   | 1758   | 1805   | 1675   | 1655   | 1625   | 1635   | 1610   | 2328   | 2419   | 2375   | 2315   | 2428   | 2431   | 3240  |
| Häuser    | 362    | 321    |        |        |        |        | 332    |        |        | 331    | 328    |        | 335    |        |        |        | 331    |        |        |        | 348    |        | 427    |        | 712    |       |
| Quelle    | [ 20 ] | [ 21 ] | [ 22 ] | [ 22 ] | [ 23 ] | [ 24 ] | [ 25 ] | [ 26 ] | [ 27 ] | [ 28 ] | [ 29 ] | [ 22 ] | [ 30 ] | [ 22 ] | [ 31 ] | [ 22 ] | [ 32 ] | [ 22 ] | [ 22 ] | [ 22 ] | [ 33 ] | [ 22 ] | [ 34 ] | [ 35 ] | [ 36 ] | [ 2 ] |

Ort Iphofen
| Jahr      | 001818 | 001836 | 001840 | 001861 | 001871 | 001885 | 001900 | 001925 | 001950 | 001961 | 001970 | 001987 | 002000 | 002006 | 002013 |
| Einwohner | 2025   | 1996   | 2002   | *1737  | 1832   | 1921   | 1733   | 1595   | 2385   | 2264   | 2403   | 2409   | *2793  | *2869  | *2905  |
| Häuser    | 355    | 343    | 316    |        |        | 326    | 331    | 327    | 343    | 420    |        | 705    |        |        |        |
| Quelle    | [ 20 ] | [ 37 ] | [ 21 ] | [ 23 ] | [ 25 ] | [ 28 ] | [ 30 ] | [ 32 ] | [ 33 ] | [ 34 ] | [ 35 ] | [ 36 ] | [ 38 ] | [ 38 ] | [ 38 ] |

## Politik

### Von der Stadt zum Hauptort
Nach der Stadterhebung nahm Iphofen eine Sonderstellung unter den Gemeinden im Steigerwaldvorland ein, die sich auch in der Verwaltung der Stadt niederschlug. Der Würzburger Fürstbischof ernannte einen Schultheiß aus den Reihen der Bewohner, der den Herren vor Ort vertrat. Die Iphöfer Bürger stellten diesem ihre gewählten Bürgermeister und den Stadtrat entgegen. Um Bürger zu werden, musste vor Schultheiß und Bürgermeister ein Eid geschworen und eine Gebühr gezahlt werden. Die frühneuzeitliche Verwaltung und ihre Durchsetzung war aber stark von den jeweils eingesetzten Personen abhängig. Der ebenfalls vom Fürstbischof ernannte Amtskeller sammelte Steuern und Naturalabgaben ein. Der (Ober-)Bürgermeister hatte dagegen lediglich finanzpolitische Aufgaben, während der Unterbürgermeister als städtischer Baumeister fungierte.
| Georg Ebert    | gen. 1914 |                                                     |
| Kaspar Neubert | 1945      |                                                     |
| Andreas Willmy | 1945      | ab November 1945 Landrat des Landkreises Scheinfeld |
| Peter Selsam   | 1945      |                                                     |

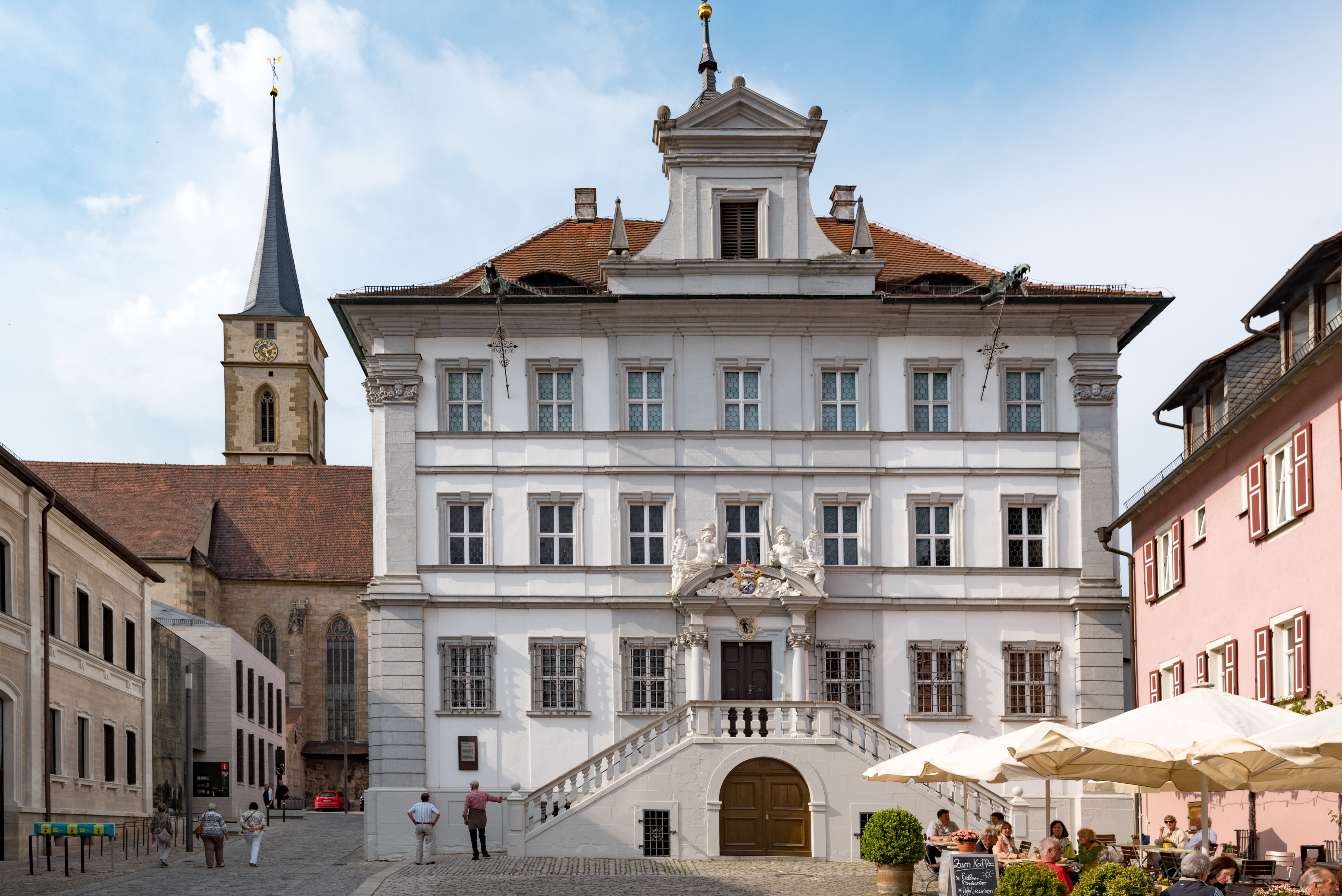
Das Rathaus der Stadt Iphofen

Mit dem Übergang an das Königreich Bayern zu Beginn des 19. Jahrhunderts wurde die Amtsteilung in Ober- und Unterbürgermeister abgeschafft. Fortan wurden auch die Amtszeiten der Bürgermeister länger, während in der mittelalterlichen und frühneuzeitlichen Stadt zumeist nach einem Jahr bereits eine neue Wahl stattfand. Durch den Aufstieg zu Staatsbürgern erhielten Iphofens Bewohner nun Rechte und Pflichten und waren nicht mehr als Untertanen der jeweiligen Herrschaft unterstellt. Die Bürgermeister wurden nun von der Gemeinde gewählt.

### Wappen
| Wappen von Iphofen | Blasonierung: „In Blau auf einem grünen Dreiberg ein silberner Eisenhut, dessen Rand zu beiden Seiten mit einem von Silber und Rot gevierten Fähnchen besteckt ist.“ |
| Wappen von Iphofen | Wappenbegründung: Der Eisenhut verweist auf die Wehrhaftigkeit der Stadt und ihrer Bürgerschaft. Die Fähnchen sind dagegen ein Hinweis auf die herrschaftliche Zugehörigkeit der Stadt in Mittelalter und Früher Neuzeit. Sie sind als Rennfähnlein der Bischöfe von Würzburg zu deuten. Drei Hügel könnten den Weinbau andeuten, der in der Umgebung betrieben wird. Das Wappen hat sich in verschiedenen Varianten überliefert, erstmals 1430 tauchen der Eisenhut und die Fähnchen auf. Zuvor war das Brustbild eines Bischofs mit Stab und Mitra zu sehen. Wappengeschichte: Unter dem Würzburger Bischof Manegold von Neuenburg (1287 bis 1303) wurde Iphofen zur Stadt erhoben. König Ludwig der Bayer bestätigte die Stadtrechte 1323. Aus den Jahren 1336 bis 1469 sind Abdrucke eines Siegels überliefert mit dem Brustbild eines Bischofs mit Mitra und Stab inmitten von Architektur. In einem Sekret um 1390, das durch Abdrucke seit 1430 belegt ist, steht das heutige Wappen. Die beiden sogenannten Hochstiftsfähnlein weisen auf das Hochstift Würzburg, den damaligen Stadt- und Landesherren. Der Eisenhut symbolisiert die bürgerliche Wehrhoheit. Er steht in den Siegeln bis Ende des 18. Jahrhunderts. Auf einem Schlussstein der Kirche um 1594 kommt er als spanischer Morion (spanische Helmform, die sogenannte Maurenkappe) vor. Im 19. Jahrhundert, als seine Bedeutung in Vergessenheit geraten war, hielt man ihn für einen Bauern- oder Offiziershut. In Wappenabbildungen dieser Zeit stand ein schwarzer Filzhut auf grünem Dreiberg. Wappensagen brachten die Entstehung des Wappens und die Bedeutung des Hutes in Verbindung mit dem Bauernkrieg von 1525 und dem Dreißigjährigen Krieg. |

## Kultur und Sehenswürdigkeiten

### Baudenkmäler
In Iphofen gibt es 138 Baudenkmäler.

#### Ensemble Altstadt
Das Bayerische Landesamt für Denkmalpflege stellt die gesamte Iphöfer Altstadt unter Ensembleschutz. Das Ensemble umfasst das Gebiet der Stadt innerhalb ihrer aus dem 13. Jahrhundert stammenden Ummauerungslinie mit Türmen, Stadtmauer und Toren und der im 14. Jahrhundert einbezogenen Erweiterung des Gräbenviertels mitsamt einer breiten Grabenzone. Die Altstadt ist auf allen Seiten weitgehend umbaut, allerdings wird das Ensemble durch einen ausgedehnten Grüngürtel von der jüngeren Bebauung getrennt.
Anders als bei vielen vergleichbaren mainfränkischen Städten gibt es in Iphofen keine echte Hauptstraße. Die Rolle des zentralen Platzes übernimmt der langgestreckte Marktplatz mit dem Rathaus und, etwas versetzt, dem Rentamt. Die Pfarrkirche ist zurückversetzt, bildet aber mit dem Rathaus eine städtebauliche Einheit. Das städtebauliche Zentrum des Gräbenviertels wird vom Julius-Echter-Platz markiert, an den das Spital und die Blutkirche weiter südlich angebaut wurden. Ein nur teilweise überbauter Graben trennt Gräbenviertel und Altstadt.
Iphofen präsentiert sich als Dreitorestadt. Der Marktplatz ist ein langgestreckter Anger, der auf das Barock-Rathaus ausgerichtet ist. Die weitere Bebauung ist wesentlich bescheidener und wurde im 20. Jahrhundert durch Bäume und Bänke akzentuiert. Ausnahmen bilden lediglich die überall im Stadtbild sichtbaren Klosterhöfe, die im Mittelalter entstanden. Der Julius-Echter-Platz des Gräbenviertels ist in Größe und Bedeutung dem Marktplatz nachgeordnet. Die Maxstraße bildet den wichtigsten Übergang zwischen beiden historischen Stadtteilen.

#### Vituskirche und Beinhauskapelle St. Michael

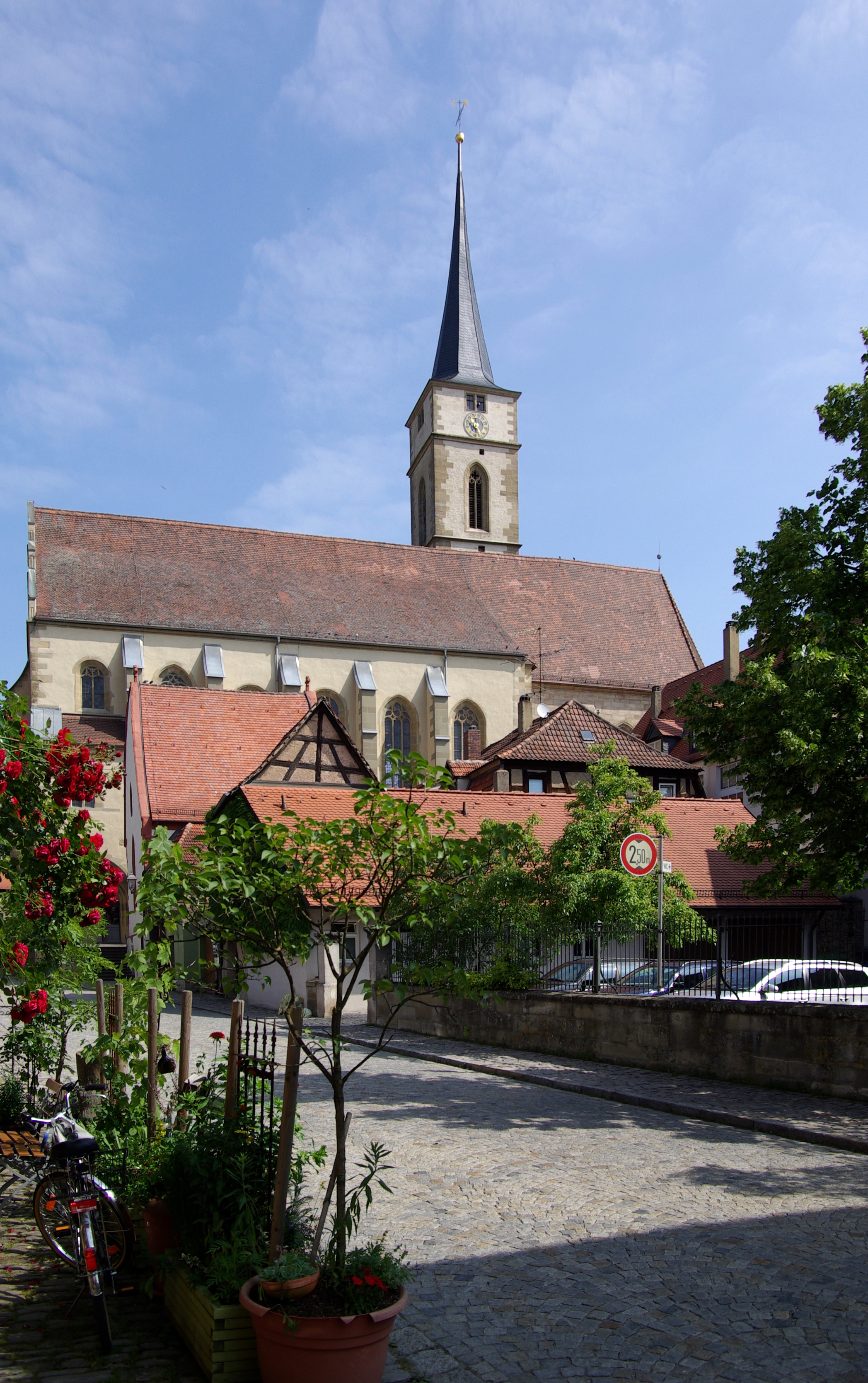
Iphöfer Vituskirche

Die katholische Stadtpfarrkirche St. Vitus befindet sich im äußersten Norden der Iphöfer Altstadt. Anstelle der heutigen Kirche wurde im Jahr 1293 eine Kapelle erwähnt, die den Grafen zu Castell gehörte. Erst zu Beginn des 14. Jahrhunderts tauchte die Kirche als solche in den Quellen auf. Es dauerte noch bis ins Jahr 1349 bis die Kirche in ihrer Pfarrfunktion genannt wurde. Zuvor hatte ein Gotteshaus im Süden der heutigen Altstadt diese Rolle inne. Der Chor entstand in seiner heutigen Form im Jahr 1414. Der Wiederaufbau des am Ausgang des 15. Jahrhunderts abgebrochenen Langhauses zog sich aufgrund mehrerer kriegerischer Auseinandersetzungen bis zum Jahr 1612 hin. Größere Umbauten erfolgten in den Jahrhunderten danach nicht mehr. Lediglich die Barockisierung des Innenraums brachte in der zweiten Hälfte des 17. Jahrhunderts einige Veränderungen des Erscheinungsbildes.
Die Kirche präsentiert sich als dreischiffige Hallenkirche mit einem hohen Ostturm, der auch als Wachturm benutzt wurde. Auffällig ist die besondere Höhe des Kirchenschiffs, das mit einem breiten Satteldach abschließt. Hohe Rundpfeiler mit toskanisch anmutenden Kapitellen der Renaissance täuschen im Inneren über die eigentlich spätgotische Erbauungszeit hinweg. Ein einschiffiger Chor wird von Netz- und Sterngewölben überspannt. Die Schlusssteine im Mittelgewölbe zeigen verschiedene Wappen, darunter das des Bamberger Erzbischofs Michael von Deinlein, das des Königreichs Bayern. Die Wappen der Stadt Iphofen und von Fürstbischof Julius Echter folgen. Im Süden verweisen mehrere angefangene Rippengewölbe auf eine geplante Empore, die nie zur Ausführung kam.
Im Osten der Kirche fand der Hochaltar Aufstellung. Er wurde mit einem Blatt ausgestattet, das den Kirchenpatron Vitus zeigt. Unter dem Altaraufbau des 17. Jahrhunderts findet sich ein Tabernakel des Frühklassizismus. Als ältestes Stück im Inneren der Kirche gilt eine steinerne Madonna aus der Zeit um 1420. Besondere Bedeutung haben darüber hinaus auch die sogenannten Vitusfenster und die Sebaldusfenster, die jeweils einen Zyklus aus den Leben der Heiligen zeigen und ebenfalls im 15. Jahrhundert entstanden. Mit der polychrom gefassten Holzfigur des Johannes Evangelist ist auch ein Werk des Bildschnitzers Tilman Riemenschneider im Inneren zu finden. Für das heute eingemeindete Birklingen ist das sogenannte Gnadenbild einer Pietà bedeutsam.
Im Süden der Kirche, unmittelbar vor dem Portal, findet sich ein weiteres Gotteshaus. Es handelt sich um die kleine Kapelle St. Michael. Das Gotteshaus entstand als Beinhaus und diente der Aufnahme der Knochen von Bestatteten, die keinen Platz mehr auf dem um die Kirche verorteten Friedhof fanden. Erstmals erwähnt wurde das Iphöfer Beinhaus im Jahr 1380. Mit dem Jahr 1690 verlor es seine eigentliche Funktion, denn der Friedhof wurde verlegt und eine weitere Überführung von Gebeinen fand nicht statt. Etwa zeitgleich profanierte man auch die Kapelle. Die Michaelskapelle und das Beinhaus wurden im ausgehenden 20. Jahrhundert neu eingerichtet und die Kirche wieder in ein Gotteshaus umgewandelt.

#### Heiligblutkirche
Neben der Stadtpfarrkirche St. Vitus existiert mit der Heiligblutkirche ein weiteres Gotteshaus in der Stadt. Das Gotteshaus bildete die Pfarrkirche des Gräbenviertels. Die Gründung der Kirche im Jahr 1329 ist nachweisbar. Für die auch „Kirche zum heiligen Grab“ genannte Kirche war ein eigener Priester zuständig. Bereits damals gab es zahlreiche Wallfahrten zur Kirche, die im Jahr 1363 weitere Zuwendungen erhielt. Die Einnahmen der St.-Martins-Kirche, die 1525 dem Bauernkrieg zum Opfer fiel, wurden auf die Kirche zum Heiligen Blut übertragen. Damit verbunden war der Aufstieg zur Pfarrkirche, der zweiten in Iphofen. Die Funktion als Pfarrkirche verlor das Gotteshaus endgültig im Jahr 1621. Bis heute wallen Gruppen zur Kirche. → siehe auch: Liste von Wallfahrtsorten im Landkreis Kitzingen
Die Architektur der Kirche ist durch einen Umbau unter Fürstbischof Julius Echter von Mespelbrunn geprägt. Zwischen 1605 und 1615 wurde das Langhaus erweitert, der marode Chor ausgebessert und eine Turmerhöhung vorgenommen, sodass ein typischer Julius-Echter-Turm entstand, der sich als Chorturm über dem Chorraum erhebt. Hierzu wurde das bestehende Gotteshaus größtenteils abgerissen. 1653, nach dem Dreißigjährigen Krieg, wurden im Zuge einer weiteren Renovierung Fenster und Türen erneuert. Im Jahr 1714 erhielt die Kirche die raumprägende Flachdecke. Nach einem Blitzeinschlag im 19. Jahrhundert wurde die Kirche im Stil des Neugotik wieder aufgebaut. 1985 entfernte man bei der bislang letzten Instandsetzung die Außentreppe von 1799.
Ebenso wie die Architektur wurde auch die Inneneinrichtung der Kirche im Laufe der Jahrhunderte verändert. Bei der Stiftung von 1329 wurde die Übergabe eines Altars genannt. 1481 kamen ein weiterer Altar und neues Kirchengestühl hinzu. Im Jahr 1527 wurde ein Beichtstuhl aufgestellt. In der Barockzeit wurde ein Triumphbogen über dem Allerheiligsten angebracht. 1730 kamen die Altäre der seligen Jungfrau Maria und der Heilig-Kreuzaltar hinzu, 1734 wurde eine neue Orgel eingebaut, die 1814 erstmals renoviert wurde. In den 1890er Jahren begann die neugotische Umgestaltung des Kircheninneren. Zu Beginn des 20. Jahrhunderts erfolgte die Wiederherstellung der barocken Seitenaltäre, die bis heute das Innere prägen.

#### Spitalkirche

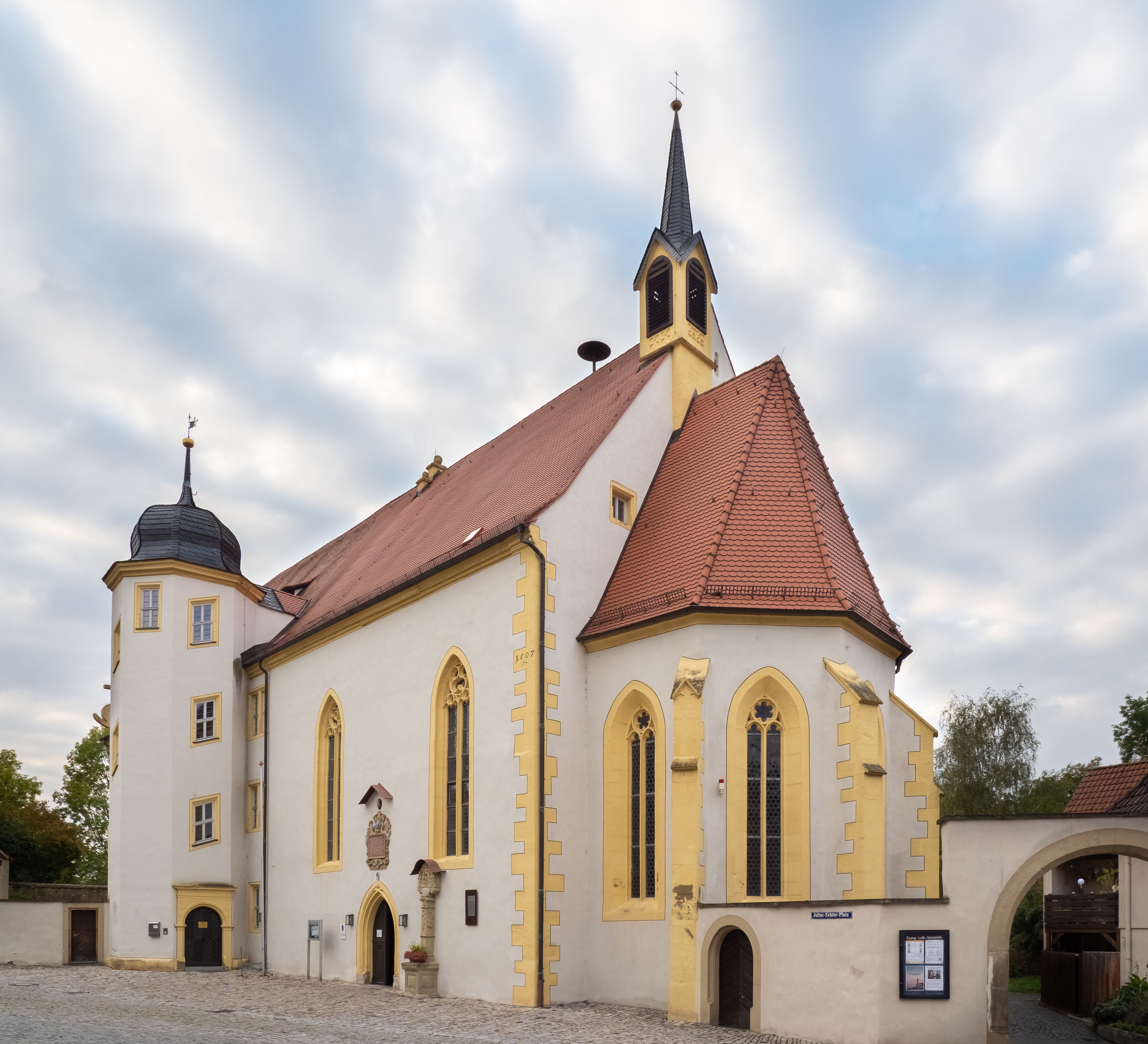
Spitalkirche im Gräbenviertel

Im Jahr 1338 wurde das Spital St. Johannes Baptistae vom Iphöfer Bürger Berthold Schurig gegründet und von Bischof Otto II. von Wolfskeel bestätigt. Es sollte der Unterbringung von Armen, Alten und Kranken dienen. er Niedergang der Stiftung folgte im 16. Jahrhundert, als die Gebäude verfielen. Erst der Würzburger Fürstbischof Julius Echter von Mespelbrunn regte 1607 die Instandsetzung und Erweiterung an, die sich bis ins Jahr 1615 hinzogen. Nach dem Dreißigjährigen Krieg erfolgte eine umfassende Renovierung. Im 20. Jahrhundert war in den Räumlichkeiten ein Alten- und Pflegeheim der Franziskanerinnen von Mallersdorf untergebracht. Dieses wurde 1977 aufgelöst. Im Jahr 1987 wurde die Kirche von der evangelisch-lutherischen Gemeinde bezogen, vorausgegangen waren größere Umbauten.
Heute präsentiert sich das Gebäude als schmales Kirchengebäude, das sich wie ein Riegel im Norden des Julius-Echter-Platzes vorschiebt. Es schließt im Westen mit Volutengiebeln ab. Die Vorderfront hat schmale hohe Fenster und einen Treppenturm mit Pforte. Das Kirchengebäude besitzt Maßwerkfenster und wird vom Chor aus dem 15. Jahrhundert begrenzt. Fenster und Türen verweisen auf eine spätmittelalterliche Bauzeit. Die Inschrift „Freu dich du alte schwache Schahr/ Dißorts Gott segnet dich fürwar/ Durch Bischoff Julium des handt/ Weißlich regirt das Franckenlandt/ Über Virtzig Jahr vnd baut gantz New/ Viel Kirchen Schuel vnd andere Bew/ Wie dan vor augen diß Spittal/ Bitt das er komm in Himmels Saal“ über dem Portal trägt allerdings die Jahreszahl 1607.
Den Mittelpunkt der kirchlichen Ausstattung bilden die drei im Innenraum aufgestellten Altäre. Es handelt sich um Aufbauten, die auf die Zeit um 1740 zurückgehen. Das Altarblatt des Hochaltars stammt von Johann Michael Wolcker und zeigt die Enthauptung des Täufers Johannes. Die Seitenaltäre wurden mit Darstellungen des heiligen Aloysius und Franziskus geschaffen. Als ältestes erhaltenes Stück kann die aus dem 15. Jahrhundert stammende Sakramentsnische im Chor gelten. Außerdem existieren mehrere Skulpturen. An der Nordwand befindet sich der heilige Kilian aus dem 16. Jahrhundert und eine Holzmadonna. Beide werden einem Riemenschneiderschüler, Augustin Reuß, zugeschrieben. Ebenso findet sich ein Vesperbild aus der ersten Hälfte des 17. Jahrhunderts.

#### Rathaus und Amtshaus
An der Nordseite des Marktplatzes ist das repräsentative Rathaus der Stadt zu finden. Es ist bereits das dritte Gebäude an dieser Stelle. Ein Vorgängerbau entstammte dem Spätmittelalter, konnte allerdings in Folge des Dreißigjährigen Krieges nicht mehr renoviert werden. Die Ausführung des Neubaus lag ab 1716 in Händen des Würzburger Hofbaumeisters Joseph Greissing. Am 11. September 1718 konnte das neue Rathaus eingeweiht werden. In der zweiten Hälfte des 20. Jahrhunderts begann der Iphöfer Stadtarchivar Andreas Brombierstäudl in den Räumlichkeiten des Rathauses eine kulturhistorische Sammlung über die Stadtgeschichte aufzubauen. Das Rathaus präsentiert sich als dreigeschossiger Walmdachbau im Stil des Barock. Es wird von reich gegliederten Eckpilastern begrenzt. Zentral besteht ein Mittelrisalit, der in einem Zwerchhaus ausläuft.
Das südliche Pendant des Rathauses bildet das Amtshaus oder Rentamt. Hier ist heute ein Teil der Sammlung des Knaufmuseums untergebracht. Das Amtshaus entstand als Verwaltungsmittelpunkt des hochstiftisch-würzburgischen Amtes Iphofen. Es geht in seiner heutigen Anmutung auf die zweite Hälfte des 17. Jahrhunderts zurück. Ein über der Tordurchfahrt angebrachtes Wappen des Fürstbischofs Johann Gottfried von Guttenberg macht die herrschaftliche Bedeutung des Baus klar. Das ehemalige Amtshaus, in dem in der Zeit des Königreichs Bayern andere Behörden einzogen, präsentiert sich als zweigeschossiger Sandsteinquaderbau mit Walmdach. Portal und Tordurchfahrt weisen jeweils eine reiche barockisierende Gliederung auf.

#### Stadtbefestigung

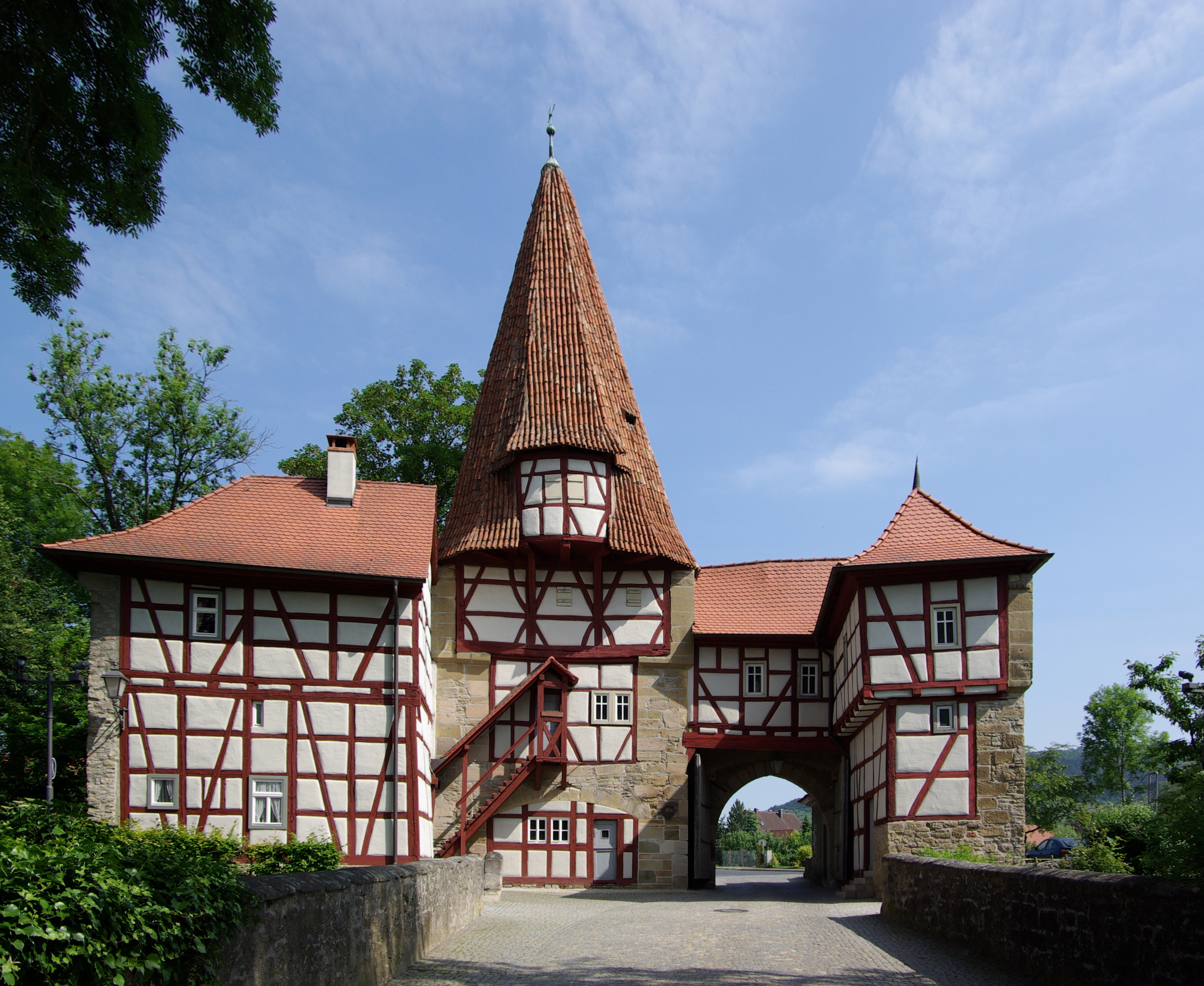
Rückseite des Rödelseeer Tores

Mit der Stadterhebung ging am Ausgang des 13. Jahrhunderts für die Iphöfer Bürger das Recht einher, die Siedlung mit einer Befestigung zu umgeben. Während die Altstadt in den folgenden Jahrzehnten mit einer steinernen Befestigung umgeben wurde, blieb das Gräbenviertel zunächst noch unbefestigt. Obwohl die Befestigung im 14. Jahrhundert ihre heutige Ausdehnung erreicht hatte, gab es an den einzelnen Elementen immer wieder Erneuerungen. So wurde zwischen 1455 und 1466 das Vorwerk des Rödelseer Tores neu gestaltet und zwischen 1540 und 1544 der sogenannte Mittagsturm um zwei Geschosse aufgestockt. Im Deutschen Bauernkrieg gelang den Iphöfern 1525 die Verteidigung ihrer Stadt und die Abwehr der organisierten Bauern. Dieser Erfolg dürfte unter anderem auf die Verstärkung der Befestigung zurückzuführen sein.
Zu Beginn des Dreißigjährigen Krieges war die moderne Anlage ein Grund, warum Iphofen zu einem der Musterungsplätze der würzburgischen Truppen gemacht wurde. Die Stadtbefestigung verlor in den folgenden Jahrzehnten als militärische Grenze ihre Bedeutung, blieb aber als zollrechtliche Eingrenzung die gesamte Frühe Neuzeit über intakt. Erst 1849 kam es zu einer eingreifenden Änderung im Stadtgefüge. Der Wall zwischen den beiden Gräben wurde teilweise abgetragen und mit Bäumen und Sträuchern bepflanzt. Es ist dem frühen Tourismus geschuldet, dass sich die Anlage heute noch nahezu unverändert präsentiert.
Die ehemaligen Toranlagen von Iphofen haben sich bis heute weitgehend erhalten. Anders als bei vielen anderen Stadttoren der Umgebung bestehen die Iphöfer Tore als sogenannte Doppeltore. Sie werden so genannt, weil sich in Iphofen neben den eigentlichen Tortürmen auch die Vorwerke erhalten haben. Während die Tortürme innerhalb der Ringmauer errichtet wurden, stehen die Vorwerke jenseits des Doppelgrabens. Verbunden sind sie über zumeist einjochige Bruchsteinbrücken aus dem 17. Jahrhundert. Neben den Toren bestehen heute noch vier Türme, die zumeist volkstümliche Bezeichnungen besitzen. Die umlaufende Stadtmauer hat sich auf nahezu der gesamten Länge erhalten und sticht heute als bedeutendster Teil der Anlage ins Auge.

#### Bemerkenswerte Privathäuser und Höfe
In der Iphöfer Altstadt sind Häuser aus nahezu allen Jahrhunderten seit dem Mittelalter zu finden. Sie sind heute zumeist im Besitz von Privatpersonen und werden als Geschäfts-, Gast- oder Wohnhäuser genutzt. Als lokale Besonderheit weist Iphofen, aufgrund seiner Lage an der Reichsstraße, eine Vielzahl an Klosterhöfen auf. Darunter ist der aus dem 15. Jahrhundert stammende und im 18. Jahrhundert umgebaute Ägidien- oder Ilgenhof in der nach ihm benannten Gasse. Er präsentiert sich als zweigeschossiger Halbwalmdachbau mit geohrten Fensterrahmungen und ist das wohl älteste Profangebäude der Stadt. In der Langen Gasse 36 steht der wesentlich unauffälligere Ilmbacher Hof. Das Kloster Ilmbach ließ einen traufständigen Satteldachbau als Lagerplatz für Vorräte errichten. Daneben hat sich in der Oberen Gräbengasse 2 auch der kleine Walmdachbau mit verputztem Fachwerkobergeschoss erhalten, in dem der örtliche Kastner des Klosters Ebrach residierte. Der sogenannte Kastler Hof in der Geräthengasse 6 ist heute nicht mehr als Baudenkmal eingeordnet. → siehe auch: Ilmbacher Hof (Iphofen)
Anders als die Klosterhöfe investierte das Hochstift Würzburg als wichtigster Grundherr in der Stadt in den Bau von repräsentativen Bauten. Neben dem Amtshaus besaß der Würzburger Fürstbischof noch eine große Amtskellerei zur Verwaltung des Zehntweins in Iphofen. Sie steht in der Ludwigstraße 14 am Rande der Innenstadtgrenze und überragt mit ihrem langgestreckten Satteldach über zwei Geschossen den Graben zwischen Altstadt und Gräbenviertel. Der heutige Gebäudebestand geht auf die Zeit um 1500 zurück. Im Gräbenviertel verortet ist der fürstbischöfliche Zehntkeller. Es handelt sich um einen zweigeschossigen Mansarddachbau mit reicher barocker Gliederung aus der Zeit um 1726. Das Hoftor weist ein Wappen des Fürstbischofs Franz Christoph von Hutten auf. → siehe auch: Ludwigstraße 14 (Iphofen) und Bahnhofstraße 12 (Iphofen)
Besondere Bedeutung für die spätmittelalterliche Geschichte der Stadt hat der Wenkheimer Hof in der Kirchgasse. Die Herren von Wenkheim erhielten im Jahr 1438 den Schwanberg als erbliches Lehen. Um die Verwaltung des so erworbenen Besitzes leisten zu können, erwarb Kilian von Wenkheim am 29. September 1539 ein Haus am Iphöfer Kirchhof. Erst im Jahr 1570 entstand auf der Fläche das heutige Gebäude. Das Haus präsentiert sich als zweigeschossiger traufständiger Steilsatteldachbau mit Tordurchfahrt. Das Haus wurde im 20. Jahrhundert verputzt, was das historische Erscheinungsbild stark veränderte. Als Rest der ursprünglichen Gebäudegestaltung hat sich eine Wappenkartusche aus dem Jahr 1570 erhalten. → siehe auch: Wenkheimer Hof (Iphofen)

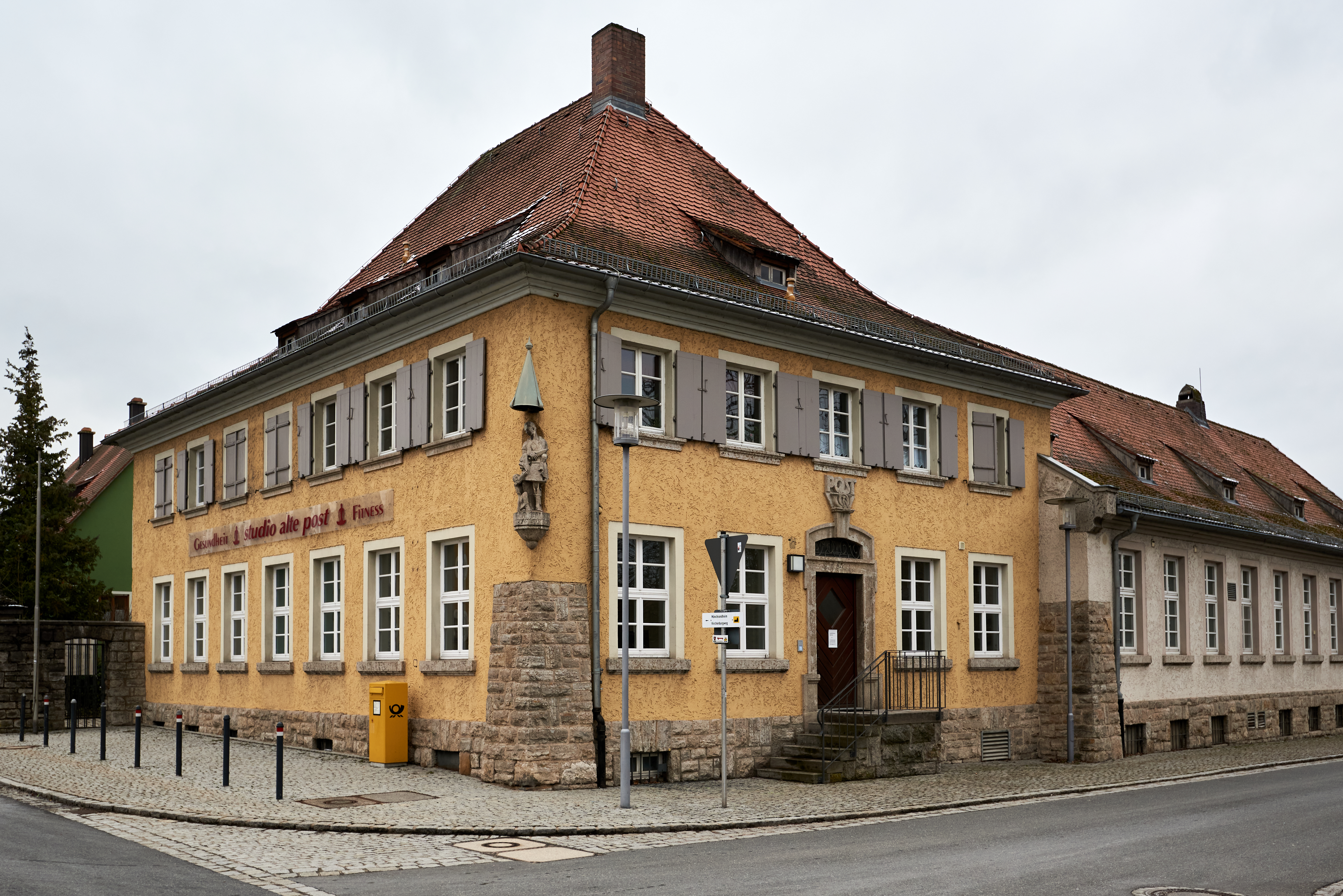
Ehemaliges Postamt in der Bahnhofstraße

Weitere Bauten mit einer bestimmten Funktion lagen über das gesamte Stadtgebiet verteilt. Als besonders repräsentativ kann das Weingut des Würzburger Juliusspitals in der Pfarrgasse gelten. Es entstand an seinem heutigen Standort in den 1720er Jahren und präsentiert sich als zweigeschossiger Mansarddachbau mit geohrten Fenster- und Türrahmungen. Die Rückseite des als Dreiseithofes angelegten Gebäudes bildet einen Teil der Stadtmauer, wobei die auch hier anzutreffende Durchfensterung dafür spricht, dass die Stadtmauer zu diesem Zeitpunkt nur noch zollrechtliche Funktionen besaß. Das Gebäude wurde mit einer doppelläufigen Freitreppe ausgestattet, die von einer Immaculata bekrönt wird. Gegenüber dem Weingut findet sich außerdem der Pfarrhof von St. Veit. In dem zweigeschossigen Wohnhaus mit Fachwerkobergeschoss und Mansarddach residierten seit dem 18. Jahrhundert die Pfarrherrn der Stadt.
Während die meisten Bauten in der Stadt Iphofen auf das 18. Jahrhundert zurückgehen, weil die Zerstörungen des Dreißigjährigen Krieges und der anschließende Aufschwung des Weinbaus für eine Erneuerung des Bestandes sorgten, haben sich vor allem entlang der Langen Gasse im Osten der Altstadt noch ältere Bauten erhalten. So findet sich in der Langen Gasse 9 ein dreigeschossiger traufständiger Satteldachbau mit vorkragenden Fachwerkobergeschossen und rundbogigem Portal, der auf das Jahr 1652 datiert wird. Er erhielt im 18. Jahrhundert mit dem Haus Lange Gasse 7 ein Pendant, das ihm in seinem Erscheinungsbild fast gleicht, das allerdings lediglich noch mit einem Zierfachwerk ausgestattet wurde. Wesentlich älter ist das Traufseithaus in der Langen Gasse 15, das mit der Jahreszahl 1612 verziert wurde. Sein kleiner Grundriss wird von einer etwa die Hälfte des Hauses einnehmenden Tordurchfahrt dominiert. → siehe auch: Lange Gasse 7 (Iphofen)
Die Stadt Iphofen besaß noch bis ins 20. Jahrhundert eine Vielzahl an Gasthäusern und Schenkstätten. Die meisten waren in prächtigen Stadthäusern und Höfen untergebracht. Auf eine besonders lange Tradition konnte das Gasthof Zum Goldenen Lamm zurückschauen. Es entstand im Jahr 1616 und war in einem breitgelagerten traufständigen Satteldachbau mit rundbogiger Tordurchfahrt in der Langen Gasse 28 untergebracht. Im elfachsigen Gebäude ist heute ein Weingut eingezogen. Eine Nachnutzung erhielt auch das Gasthaus Zur Goldenen Sonne mit der Adresse Marktplatz 22. Der Gasthof wurde im Jahr 1707 eingeweiht. Der zweigeschossige, traufständiger Satteldachbau mit Zierfachwerkobergeschoss weist einige Besonderheiten auf. Stilvergleiche lassen darauf schließen, dass es vom gleichen Zimmermann wie das Haus Maxstraße 21 in Iphofen errichtet wurde. → siehe auch: Marktplatz 22 (Iphofen), Maxstraße 21 (Iphofen)
Obwohl der größte Teil des Baubestands auf die Zeit vor der Säkularisation zurückgeht, als Iphofen zum Hochstift Würzburg gehörte, gibt es einzelne Baudenkmäler, die nach 1806 entstanden. Insbesondere das südliche Gräbenviertel mit der dort verorteten Bahnhofstraße erfuhr durch die Anbindung Iphofens an den Zugverkehr eine Aufwertung. So entstand in der Bahnhofstraße 33 eine inzwischen profanierte Lourdeskapelle. Einziges Baudenkmal außerhalb der Ummauerung ist das Postamt. Es entstand in den 1920er Jahren im Heimatstil. Es handelt sich um einen zweigeschossigen Walmdachbau in Ecklage, der mit einem markanten Mansarddach abschließt. Westlich baute man 1924/1925 einen eingeschossigen Anbau im Heimatstil an. → siehe auch: Postamt (Iphofen)

#### Bildstöcke und Kleindenkmäler

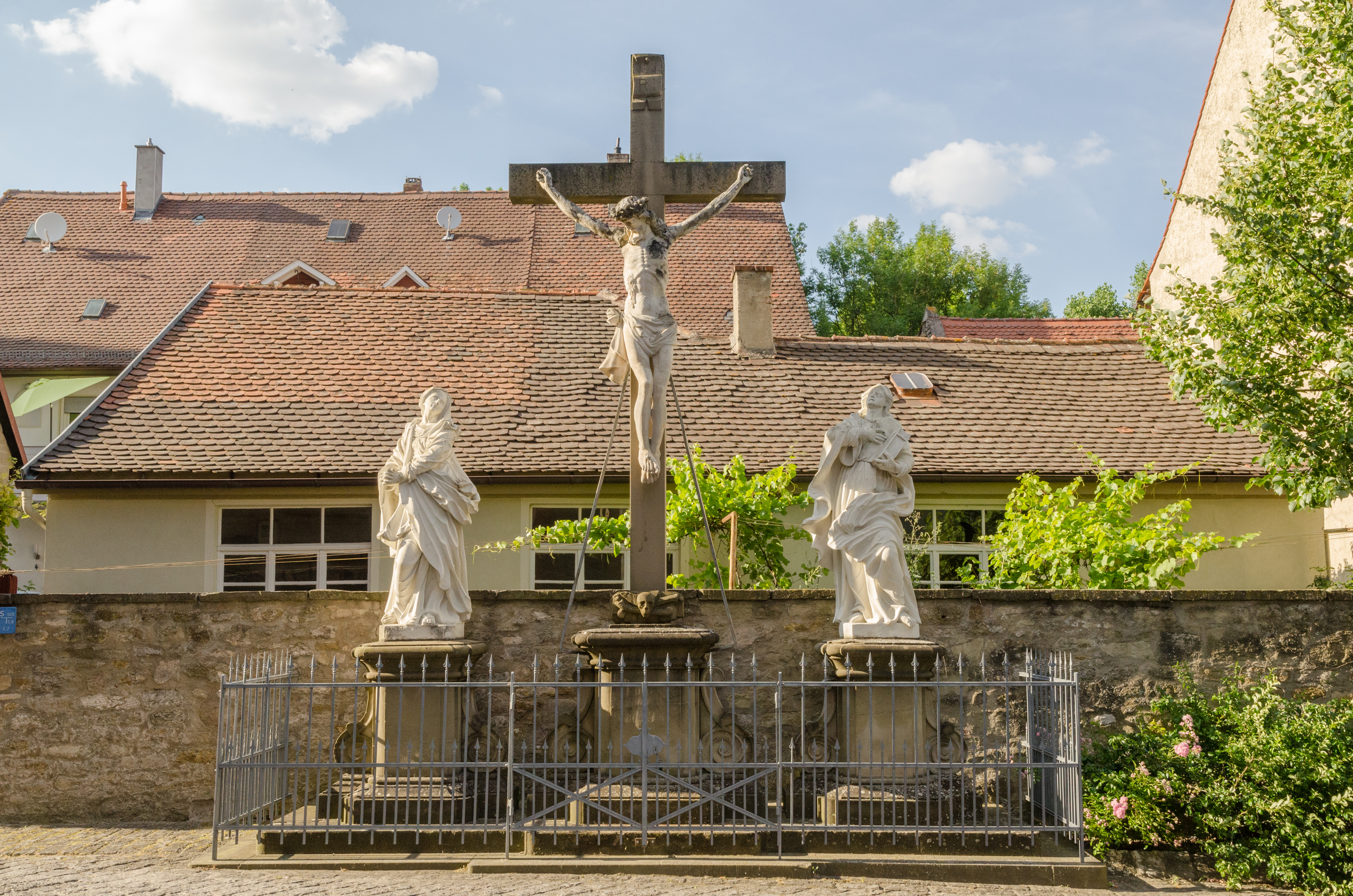
Kreuzigungsgruppe hinter der Pfarrkirche

Als katholisch geprägte Gemeinde haben sich in Iphofen und seiner Gemarkung mehrere Bildstöcke oder Martern als Flurdenkmäler erhalten. Sie verweisen auf die Volksfrömmigkeit vergangener Jahrhunderte und wurden zur Ehre Gottes und als Wegzeichen gesetzt, oder hatten eine Mahnfunktion. Daneben befinden sich insbesondere in der Altstadt auch die typisch fränkischen Hausfiguren. Diese Kleindenkmäler wurden seit dem Mittelalter zu allen Zeiten geschaffen, ihr Bestand ist aber heute durch Abgase und Sachbeschädigung bedroht. Ältestes Kleindenkmal ist wohl das undatierte Steinkreuz, das sich im Torwinger des Einersheimer Tores erhalten hat. Steinkreuze wurden im Mittelalter als Sühneleistung für einen Totschlag aufgestellt.
Der älteste Bildstock in Iphofen befindet sich heute nicht mehr an seinem ursprünglichen Standort vor dem Mainbernheimer Tor, sondern wurde in der Geschichtsscheune der Stadt am Kirchplatz untergebracht. Auf dem Stock ist die Jahreszahl 1515 vermerkt, die wohl zugleich das Jahr der Aufstellung umreißt. Der Bildstock stammt wohl aus der Werkstatt bzw. dem Umfeld des Bildschnitzers Tilman Riemenschneider. So wurde der Stock mit dem Riemenschneider-Schüler Augustin Reuß in Verbindung gebracht. Eventuell stammt er auch aus der Werkstatt des unbekannten Bildhauers der Grauen Marter bei Sommerach. Der Anna-Selbdritt-Bildstock besitzt eine Höhe von 3,50 Metern. Er steht auf einem breiten Vierkantsockel, der von einer schlanken, runden Säule überragt wird. Darüber erhebt sich der Aufsatz, der in der Form eines langgestreckten Walmdachhauses geschaffen wurde, auf dem sogar die Ziegelplatten reliefiert wurden. → siehe auch: Anna-Selbdritt-Bildstock (Iphofen)

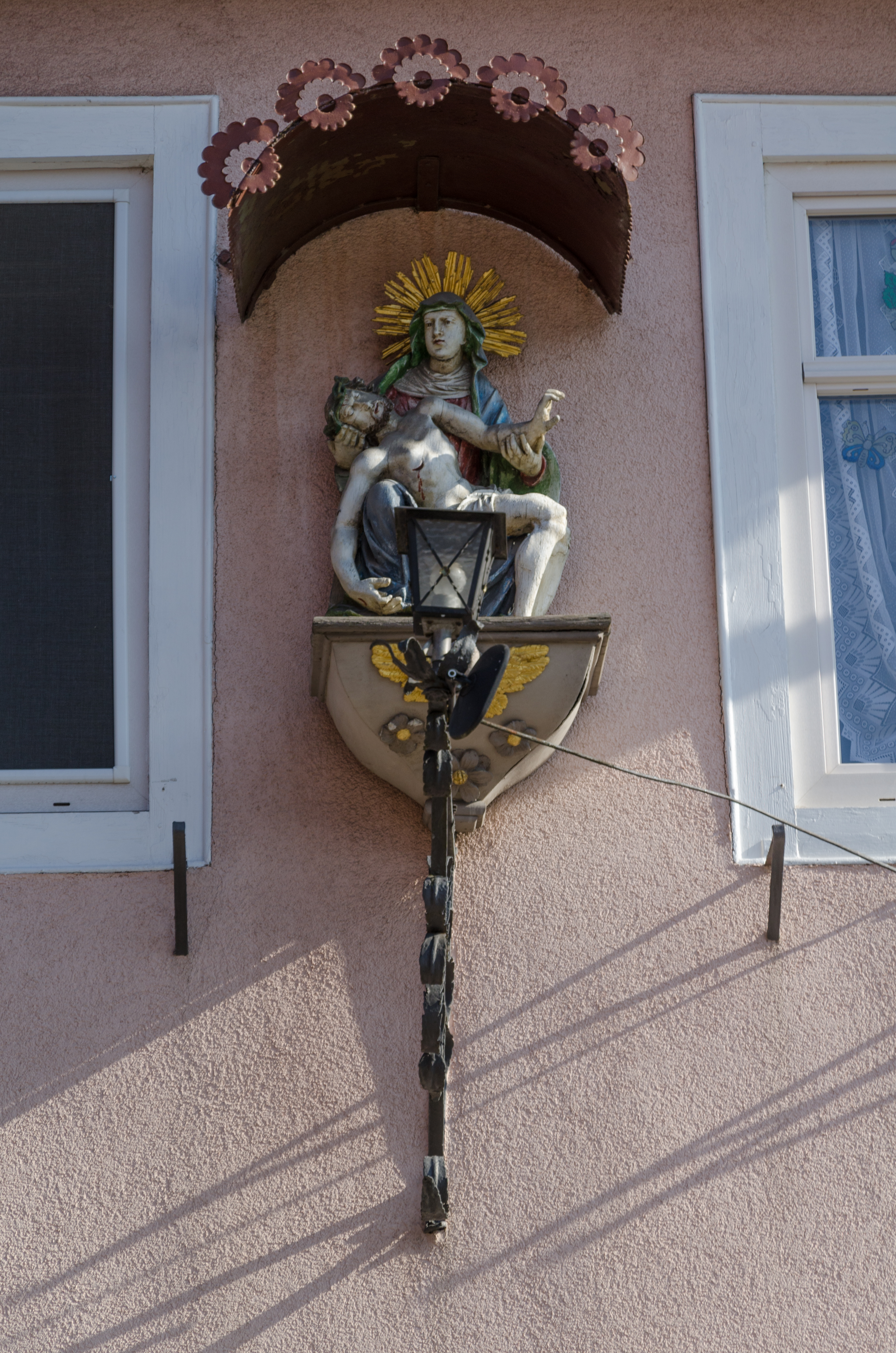
Hausfigur am Marktplatz 16

Die meisten Bildstöcke und Hausfiguren entstammen dem 18. Jahrhundert. In dieser Epoche differenzierten sich die Darstellungen aus und es entstanden eine Vielzahl verschiedener Heiligenbilder. So hat sich in der Oberen Gräbengasse 9 ein Bildstock mit der Darstellung des Blutwunders erhalten, das in der Heiligblutkirche stattgefunden haben soll. Oberhalb eines rechteckigen Sockels mit einem ausladenden Gesims befindet sich eine verjüngende, rechteckige Säule. Darüber ist der Bildstockaufsatz mit dem Relief des Blutwunders und einer Inschrift zu finden. Links und rechts haben sich Reliefs von zwei Heiligen erhalten, die zumeist als Namenspatrone der Stifter des Bildstocks anzusprechen sind. In diesem Fall entstanden Darstellung des heiligen Johannes des Täufers und der heiligen Anna.
Auf die gleiche Zeit datiert ein Bildstock am Julius-Echter-Platz im Iphöfer Gräbenviertel. Er thront wiederum auf einem rechteckigen Aufsatz, der um einen weiteren Sockel mit geschwungenem Aufbau ergänzt wurde. Er weist reiche Zierformen auf und schließt mit einer profilierten Abdeckplatte ab. Darin hat sich eine Inschrift erhalten. Sie lautet: „Vater nimm diesen Kelch von mir, aber nicht mein, sondern dein Wille geschehe“. Der Bildstock schließt mit der vollplastischen Darstellung des leidenden Christus ab. Der betende Christus lehnt an einem liegenden Kreuz, das von Engeln gestützt wird. Der Bildstock wird mit zwei weiteren Kleindenkmälern in Verbindung gebracht, die sich heute nicht mehr erhalten haben. Eventuell dienten die drei Denkmäler als Kreuzwegstationen auf dem Weg zur Heiligblutkirche.
Besonders viele Denkmäler haben sich um die Pfarrkirche St. Veit erhalten. Besonders bedeutsam ist die Kreuzigungsgruppe, die am Kirchplatz 8 Aufstellung fand. Sie stellt eine monumentale Ausführung des Leidensmotivs Christi dar. Im Zentrum steht eine Ganzfigur des Gekreuzigten. Über einem rechteckigen Sockel erhebt sich ein rechteckiger Kreuzkorpus mit dem hängenden Christus. Er wurde mit drei Nägeln am Kreuz befestigt. Links und rechts befinden sich zwei weitere Einzelfiguren, deren Sockel ganz ähnlich wie die des Gekreuzigten gearbeitet wurden. Es handelt sich um Figuren der trauernden Maria und des Apostels Johannes, der die Hand auf der Brust hält. Die Figurengruppe wurde mit einem metallenen Zaun abgeschlossen.
Insbesondere die Häuser der reicheren Bürger weisen in der Iphöfer Altstadt eine Vielzahl verschiedener Hausfiguren auf. Zumeist handelt es sich um voll- oder halbplastische Figuren von Heiligen oder Figurengruppen, die Ereignisse aus der Bibel zeigen. Als älteste Hausfigur kann das Ensemble am Marktplatz 16 gelten. Es handelt sich um ein Vesperbild, die Darstellung der trauernden Muttergottes, die den toten Jesus auf ihren Knien hält. Sie wurde im 17. Jahrhundert aus Holz geschnitzt und ruht auf einer aus Holz geschnitzten Konsole mit Putten- und Blumenreliefs. Die Figur ist polychrom gefasst und wird mit einem metallenen Baldachin vor den Einflüssen der Witterung geschützt.

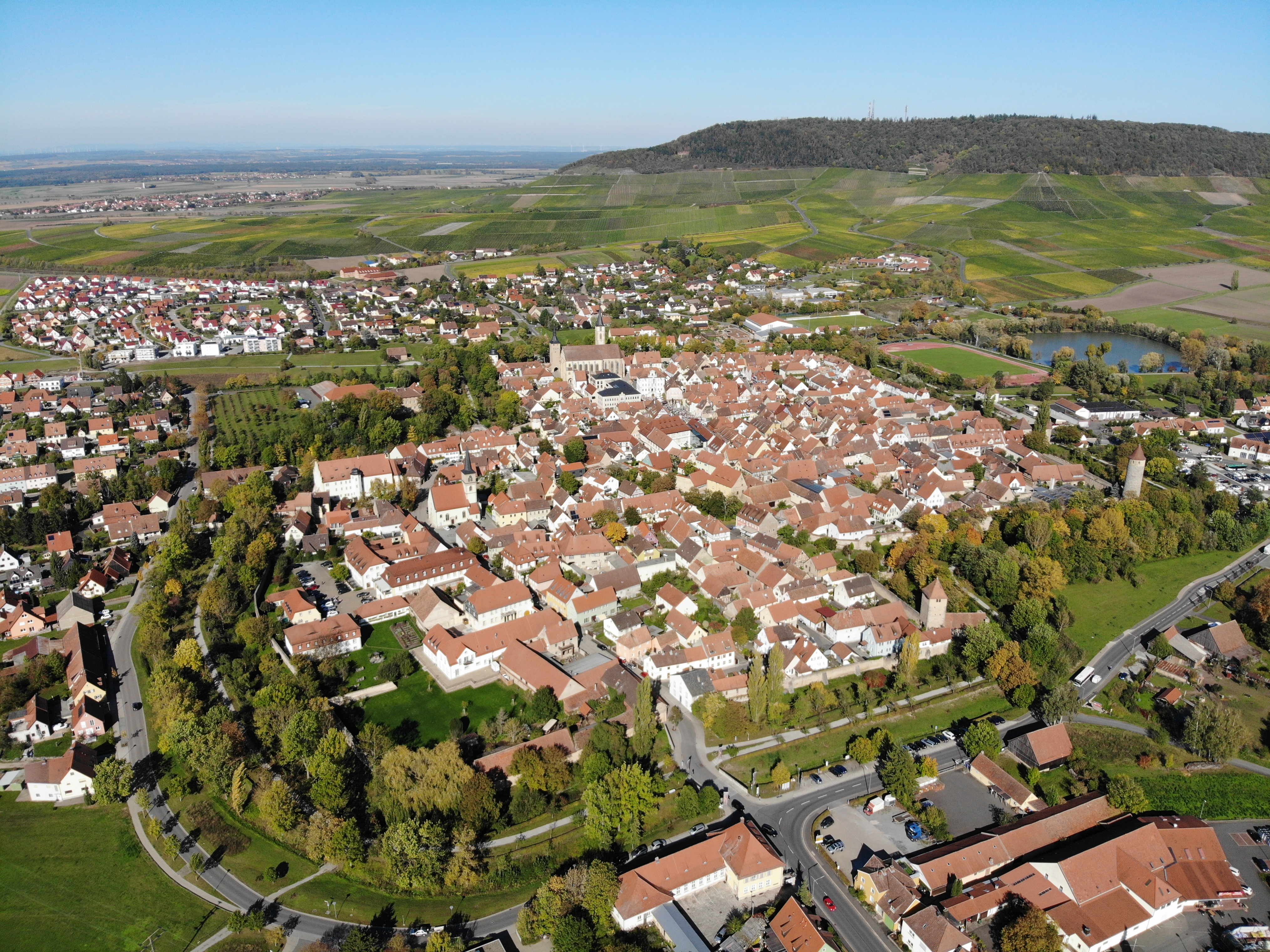
Luftbild des Ensembles Iphofen
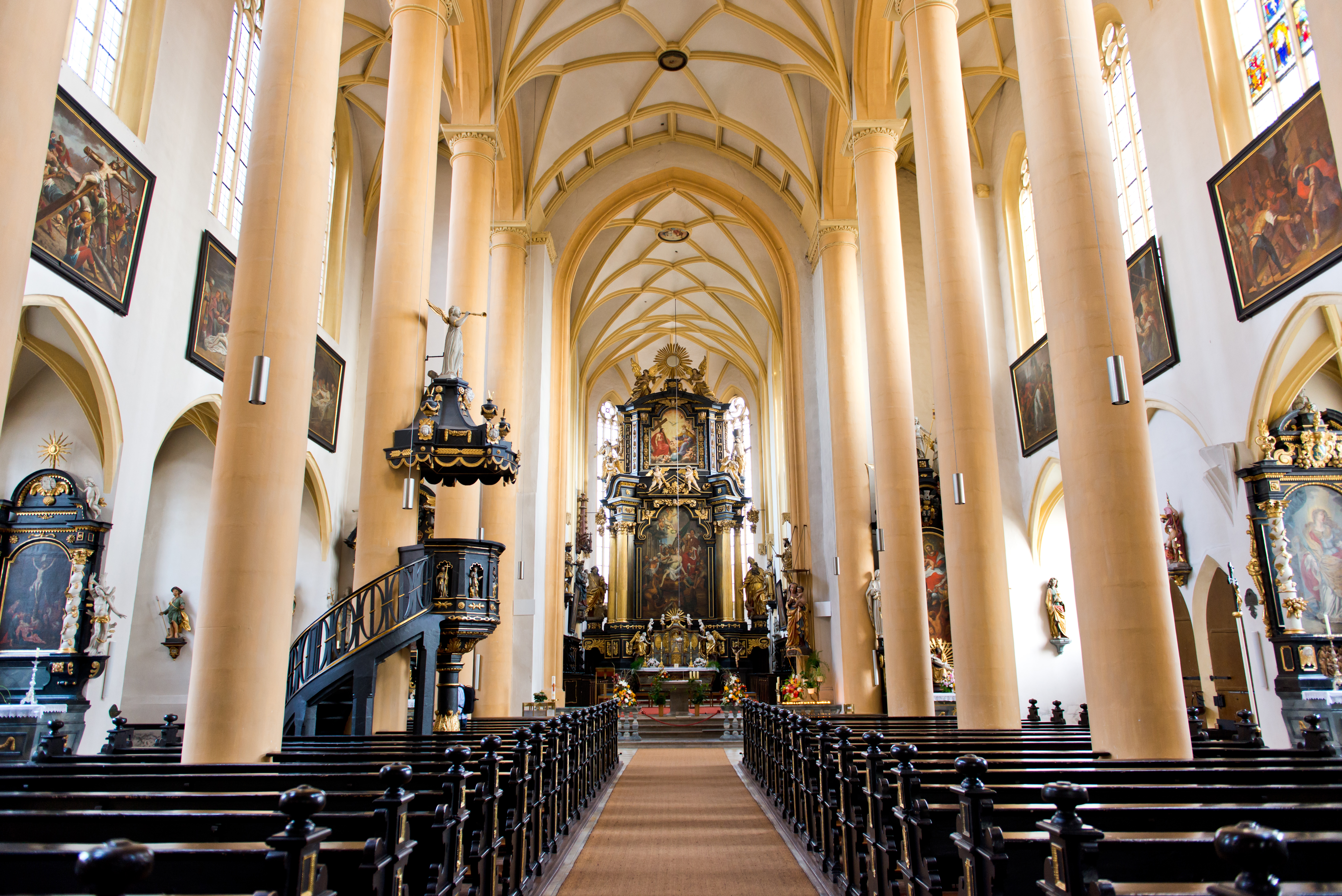
Innenraum der Vituskirche
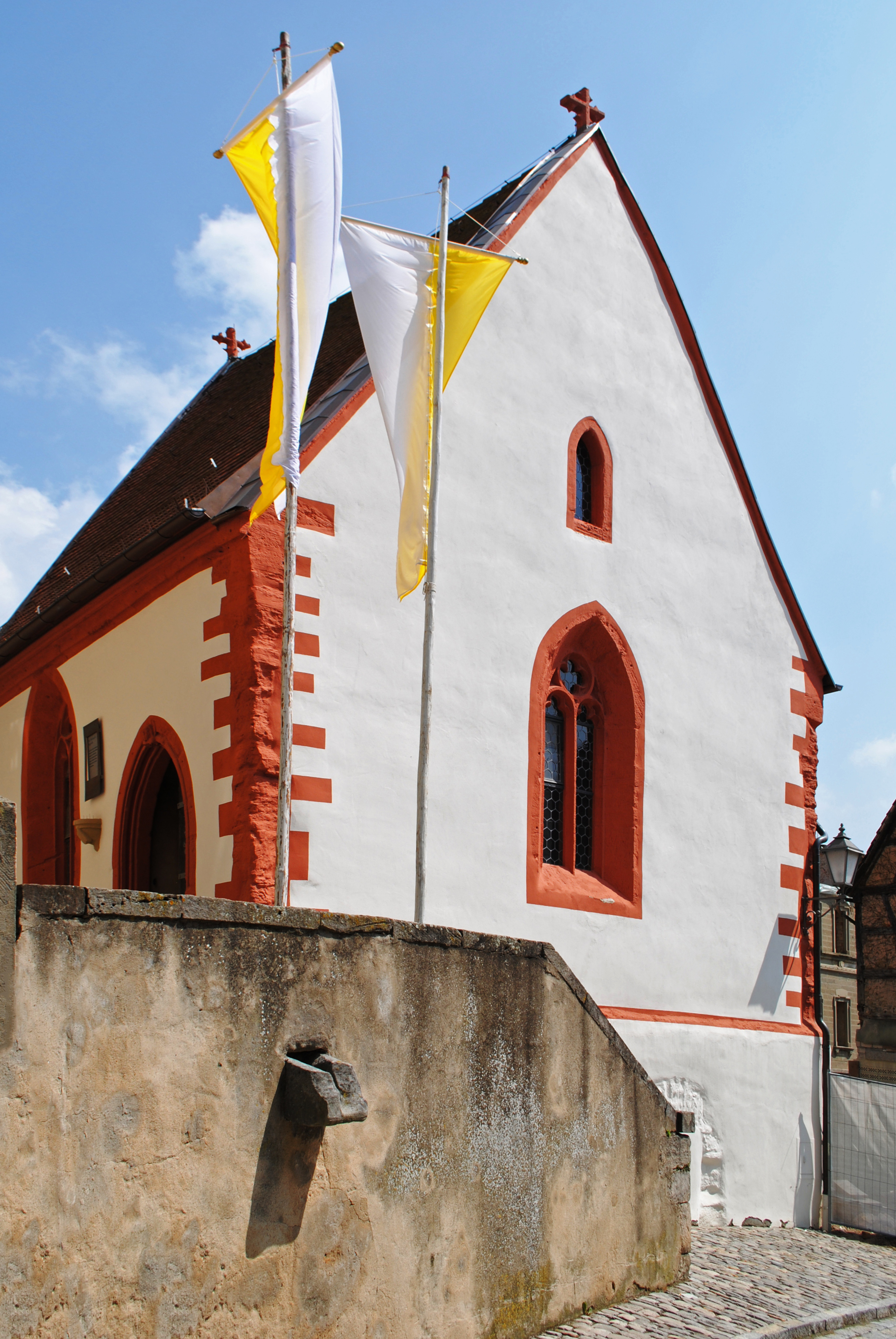
Michaelskapelle
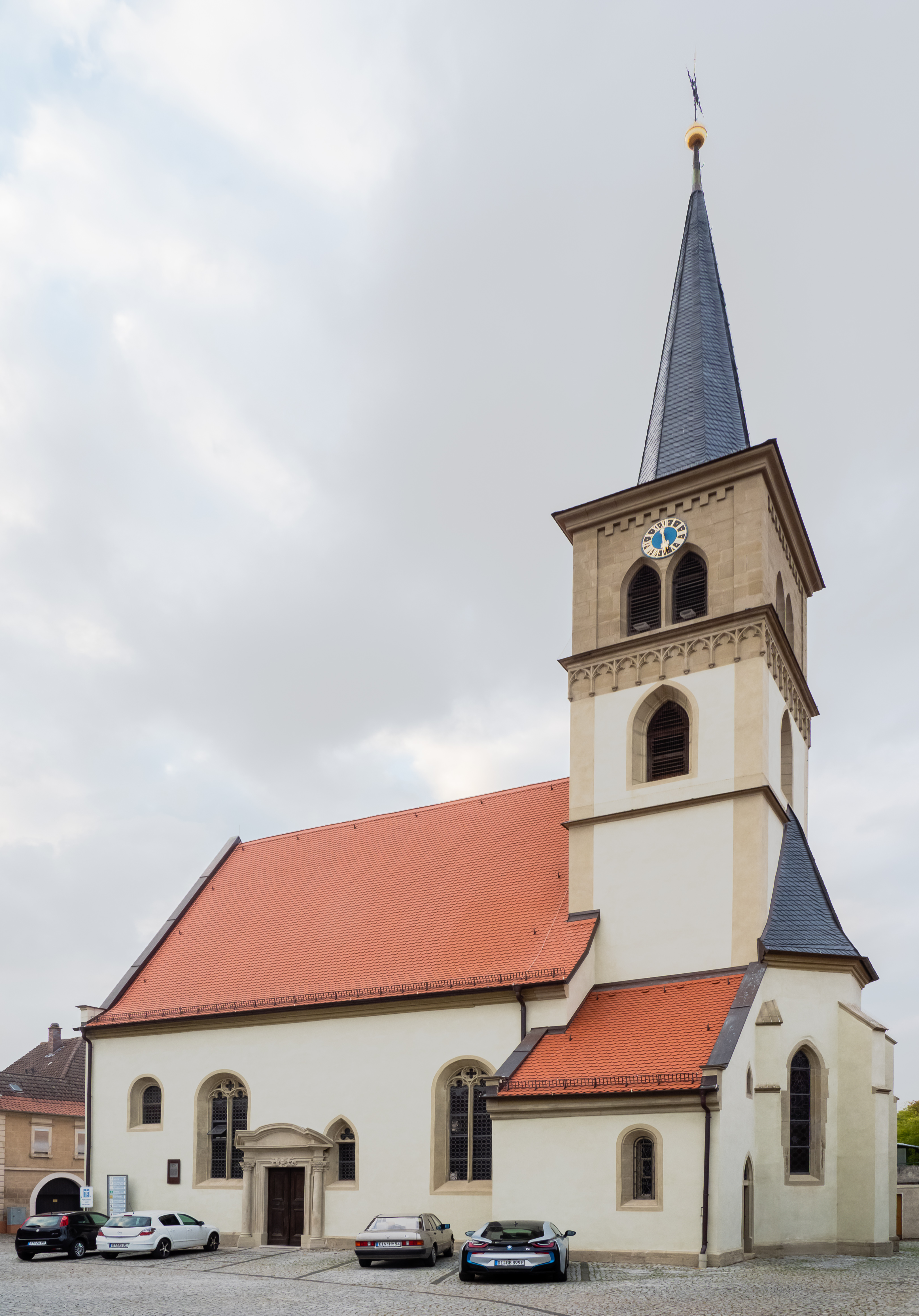
Heiligblutkirche
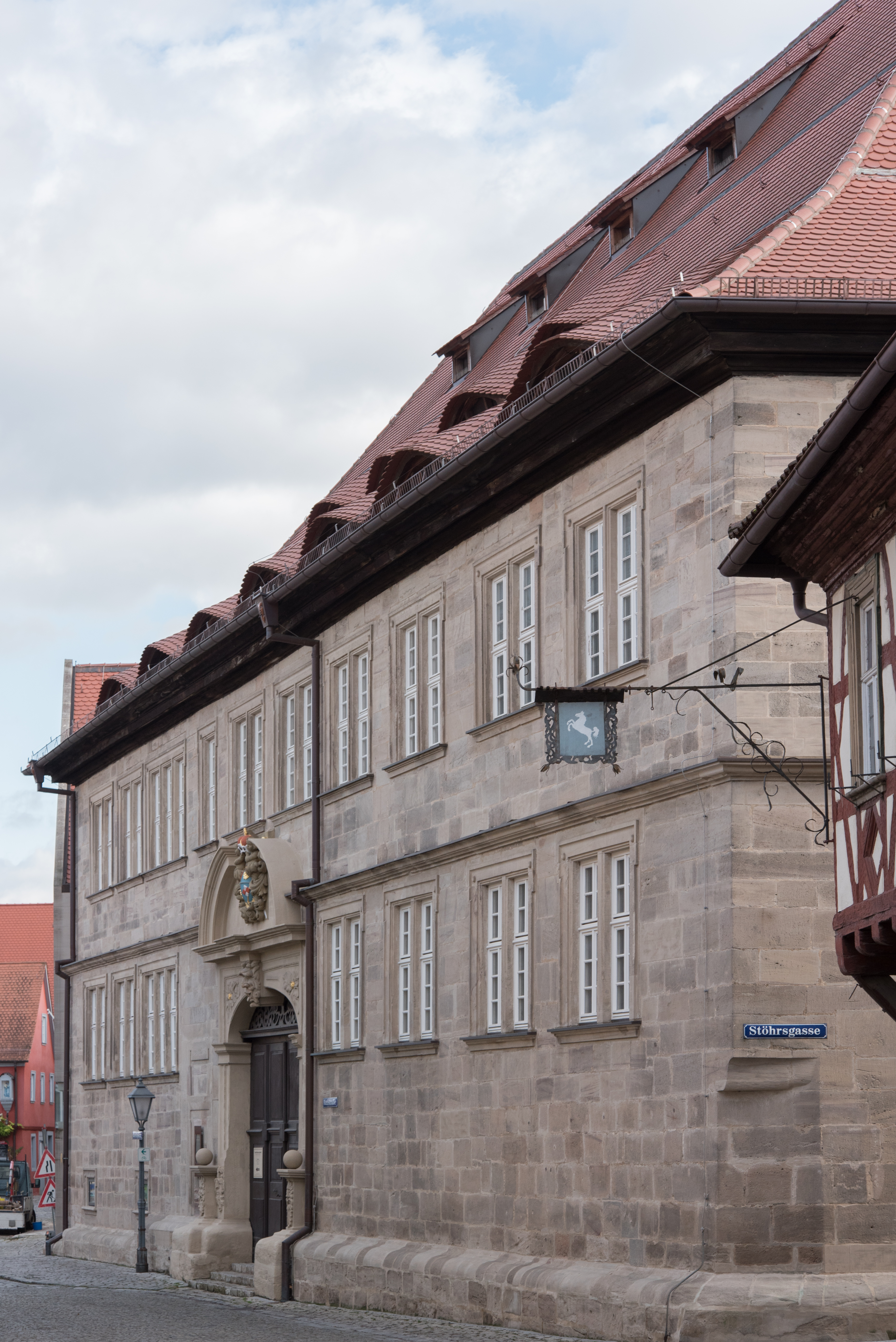
Amtshaus in der Maxstraße
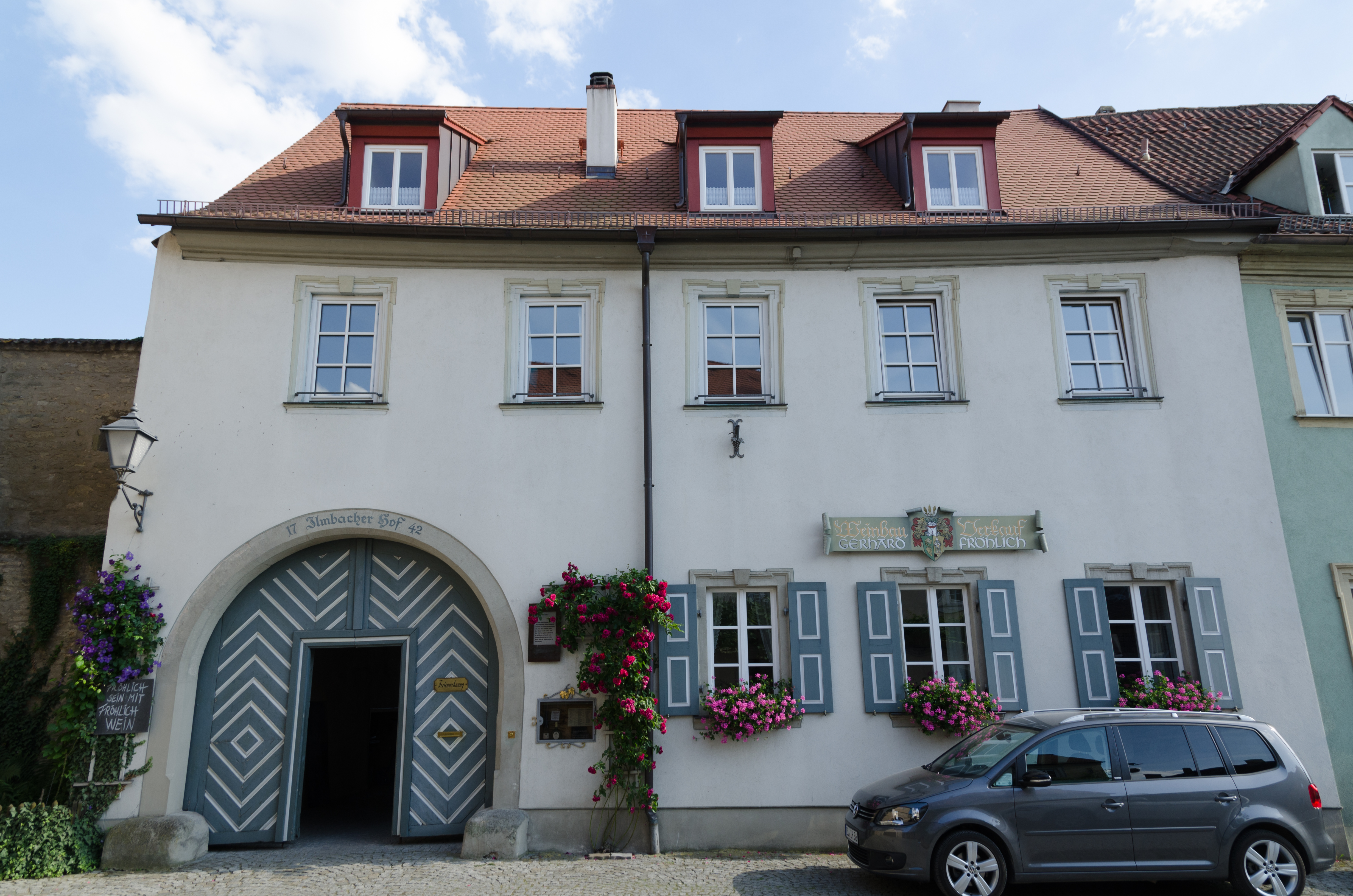
Haus Lange Gasse 36
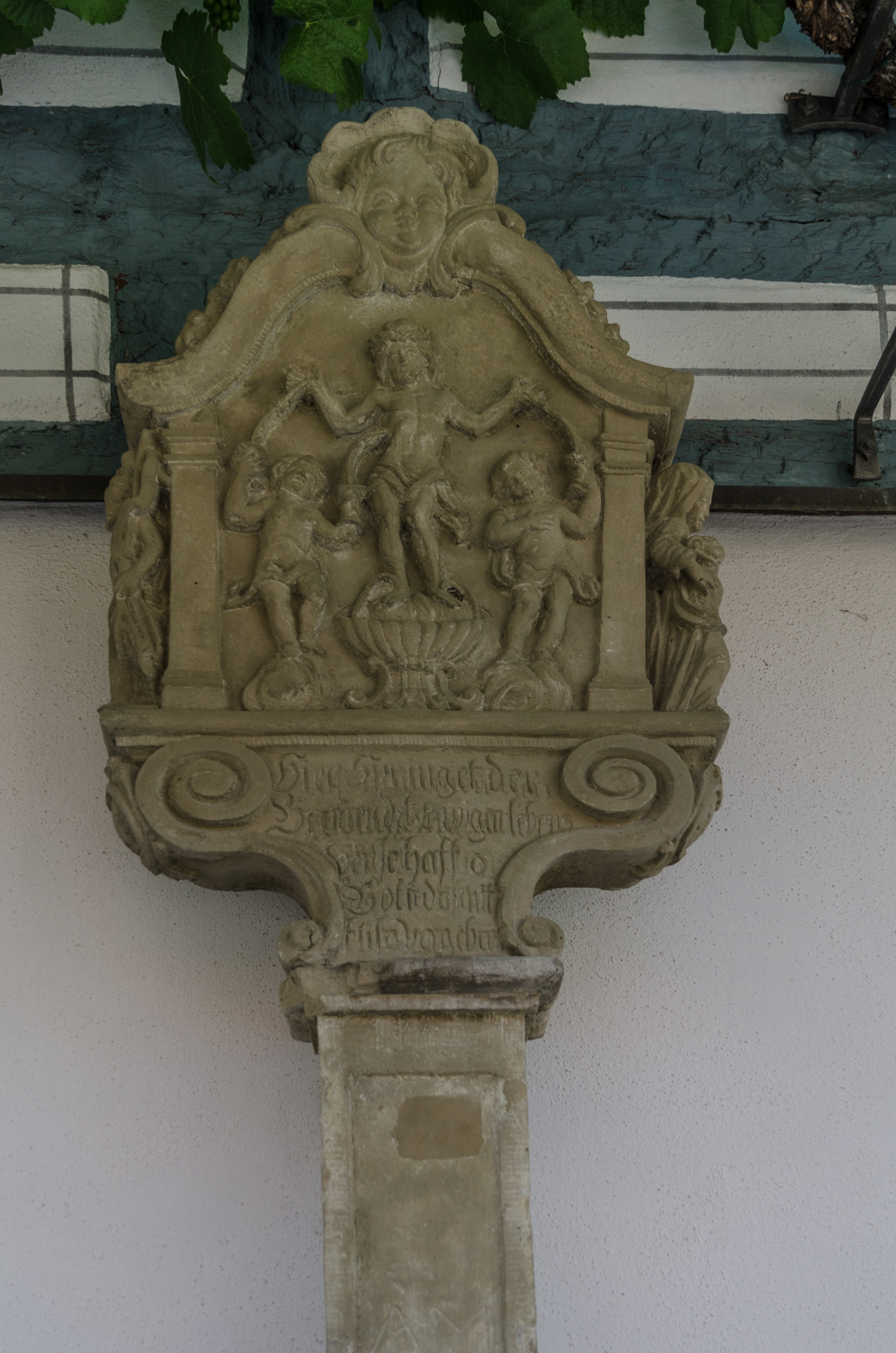
Aufsatz des Heiligblutbildstocks

### Wüstung St. Martin und Vorstadt
Im Süden der Stadt Iphofen bestand im Früh- und Hochmittelalter eine Vorstadt, die nach der dort verorteten Kapelle St. Martin benannt war. Erstmals wurde die Kapelle im Jahr 1150 urkundlich erwähnt. Es gibt Hinweise darauf, dass die Martinskirche sogar als erste Pfarrkirche Iphofens fungierte. Die Kirche wurde im Deutschen Bauernkrieg des Jahres 1525 zerstört und in der Folge nicht mehr aufgebaut. Lange Zeit war nicht bekannt, wo die Kirche genau lag. Erst bei Ausheben von Gräbern auf dem städtischen Friedhof, der sich entlang der Birklinger Straße erstreckt, stieß man zwischen 1976 und 1981 immer wieder auf die Überreste von Grundmauern. Heute sind die untertägigen Reste der St. Martinskirche und der sie umgebenden Vorstadt als Bodendenkmäler eingetragen.

### Landgraben
Einen bedeutenden Überrest der historischen Grenzlage der Stadt Iphofen bildete noch im 19. Jahrhundert der sogenannte Landgraben. Entlang der Gemarkungsgrenze von Iphofen lief ein ca. eineinhalb Meter tiefer Graben. Noch 1818 soll es außerdem Türme entlang der Grenze gegeben haben. Die älteste Erwähnun des Landgrabens datiert auf das Jahr 1331. Wahrscheinlich diente der Graben vor allem dazu, die Zollgerechtigkeit der Stadt zu betonen. Eine Verteidigung der etwa acht Kilometer langen Grenze war dagegen kaum möglich. Die Grenze überdauerte das Ende des Feudalismus und den Übergang an Bayern, wurde allerdings im Zuge der Gemeindegebietsreform in den 1970er Jahren an vielen Stellen aufgelöst.
Die Landwehr zieht sich entlang des alten Wiesenbronner Weges und wird dann von den Rebstöcken der Weinlage „Burgweg“ abgelöst, die den historischen Rödelseer Weg begrenzen. An der Markungsgrenze Iphofen–Rödelsee haben sich mehrere Bildstöcke und Kleindenkmäler entlang des alten Landgrabens erhalten, darunter eine Pietà aus dem 18. Jahrhundert. In der Nähe befand sich ein Landturm, aus dessen Steinen die Weinbergsmauern gebrochen wurden. Die letzten Überreste des Grabens verschwanden an dieser Stelle im Jahr 1968. Der Landgraben verlief im rechten Winkel zum Sickersbach. Die Verkehrsbauten der Bundesstraße 8 und der Eisenbahnstrecke zerstörten weitere Abschnitte des Landgrabens. Im Südosten der Gemarkung erinnert außerdem der heutige Gemeindeteil Landthurm an den sogenannten Einersheimer Landturm, der hier noch im 18. Jahrhundert stand und erstmals im 16. Jahrhundert erwähnt worden war.

### Mühlen

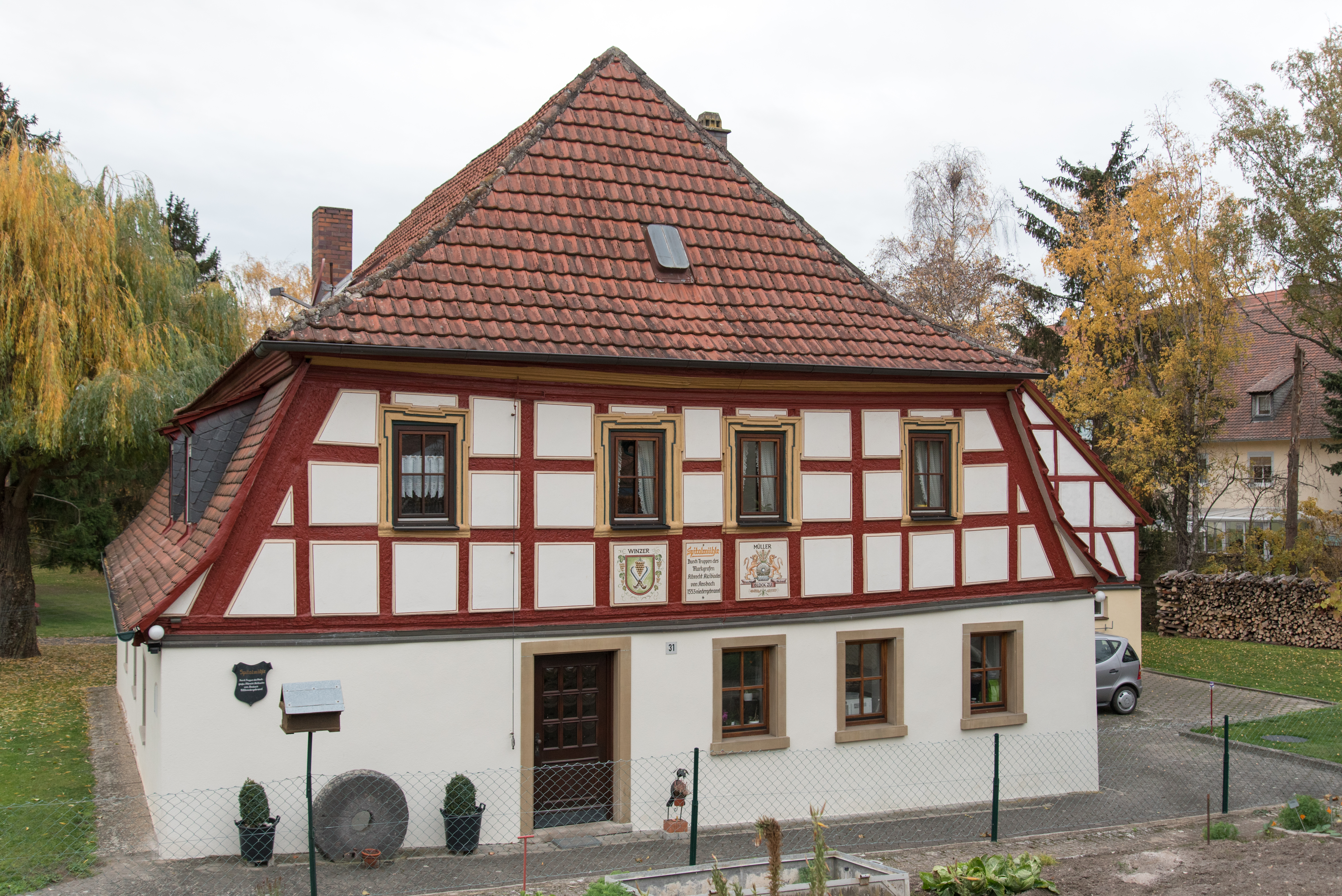
Die Spitalmühle am Rande der Iphöfer Altstadt

Obwohl Iphofen an zwei dauerhaft wasserführenden Bächen liegt, war die Mühlendichte um die Stadt in Mittelalter und Früher Neuzeit im Vergleich zu den umliegenden Gemeinden nicht besonders hoch. Die Anlagen nutzten die Wasserkraft des Wehrbachs bzw. des Sickersbachs und des südlich gelegenen Breitbachs. Als älteste Mühle geht die sogenannte Spitalmühle im Westen der Altstadt auf die Zeit der Stadterhebung im 14. Jahrhundert zurück. Lange Zeit war die Anlage in Besitz des Benediktinerinnenklosters Kitzingen, später war sie der Iphöfer Stadtpfarrkirche zugeordnet. Sie diente der Stadtbevölkerung bis ins 17. Jahrhundert zur Versorgung mit Mehl und wurde dann um die weiter westlich gelegene Gumpertsmühle ergänzt.
Die Mühlen versorgten die Menschen mit Mehl, daneben wurden mit den einzigen Maschinen des Mittelalters auch Holzstämme zerkleinert. Die Mühlen am Breitbach dienten allerdings vorwiegend der Zerkleinerung von Getreide. Sowohl die Domherrn- als auch die Vogtsmühle wurden im 15. Jahrhundert gegründet und waren einzelnen Personengruppen in Iphofen zugeordnet, die die Oberaufsicht über die Anlagen innehatten. Die Mühlen wurden zumeist im 20. Jahrhundert stillgelegt. Dabei haben sich die historischen Baulichkeiten vielerorts noch erhalten. Domherrnmühle, Gumpertsmühle und Vogtsmühle sind heute eigenständige Gemeindeteile in der Gemarkung Iphofen.
| Name          | Gewässer    | Zustand         | Eckdaten                                                                                            |
| ------------- | ----------- | --------------- | --------------------------------------------------------------------------------------------------- |
| Domherrnmühle | Breitbach   | erhalten        | Ersterwähnung 1414, 17. Jahrhundert Iphöfer Stadtmühle, seit 1980 Teil des Würzburger Juliusspitals |
| Gumpertsmühle | Sickersbach | stark verändert | Ersterwähnung 1603, 1835 Erwähnung als Mahl- und Schneidmühle                                       |
| Spitalmühle   | Wehrbach    | erhalten        | Ersterwähnung 1376, 1835 als Mahl- und Gerbmühle erwähnt                                            |
| Vogtsmühle    | Breitbach   | stark verändert | Ersterwähnung 1471, Einstellung des Betriebs 1969                                                   |

### Museen

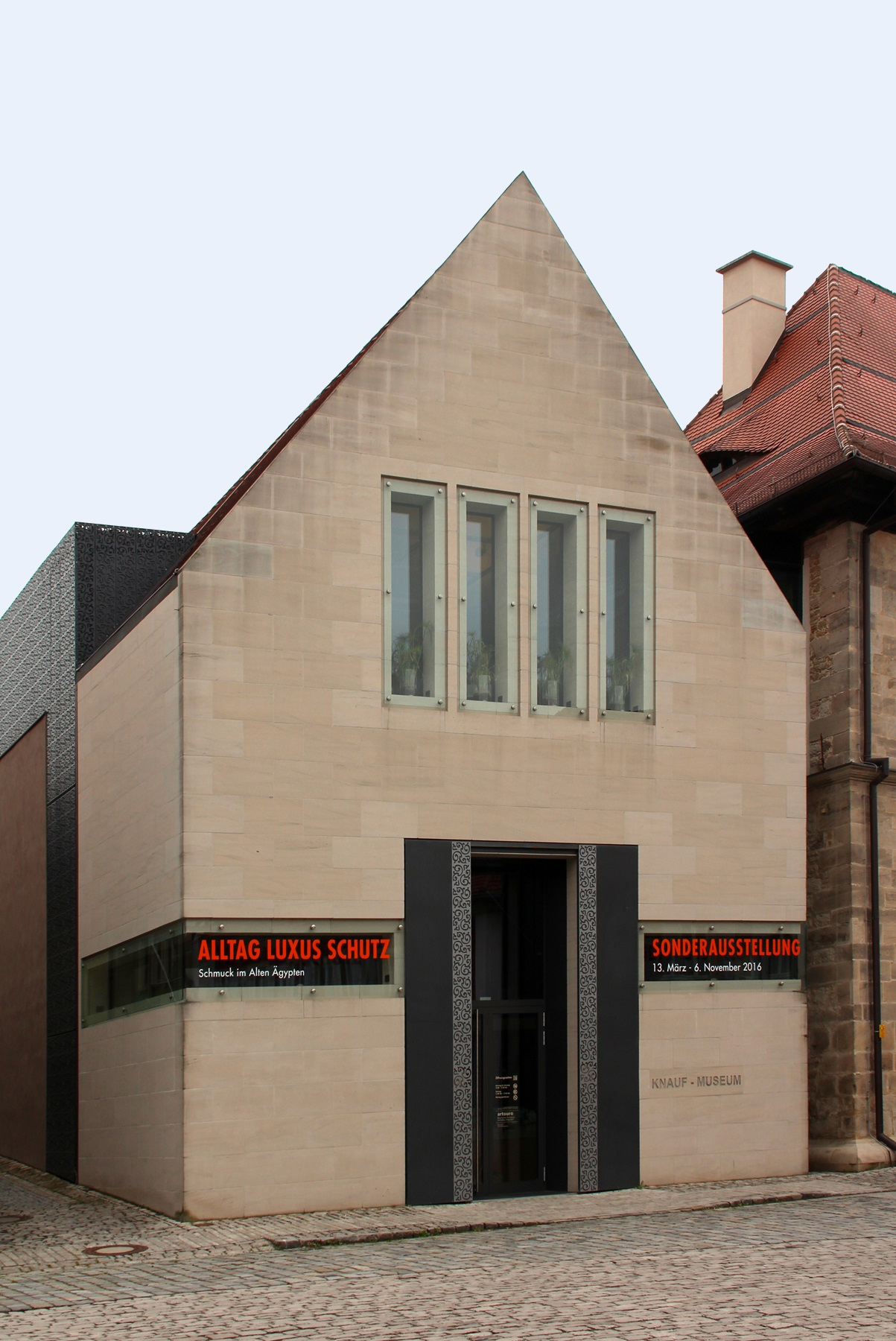
Der 2016 eingeweihte Neubau des Knauf-Museums

#### Knauf-Museum
Mit dem Knauf-Museum Iphofen existiert in der Altstadt ein Privatmuseum der Knauf Gips KG. Die von den Gipsfabrikanten Alfons N. Knauf und Karl Knauf zusammengestellte Sammlung wurde 1983 als Dauerausstellung im ehemaligen fürstbischöflichen Amtshaus im Süden der Stadt eröffnet, wo sie seitdem untergebracht ist. Sie präsentiert in 250 Exponaten Kunst des Altertums von Mesopotamien über Ägypten, Griechenland, Rom und Altamerika bis nach Indien. Die originalgetreuen Gipsrepliken wurden in den großen Museen der Welt und in situ abgeformt. Zwischen 2008 und 2010 wurde das Museum um einen modernen Erweiterungsbau ergänzt, in dem der Teile der Dauerausstellung untergebracht sind.
Die permanente Ausstellung bietet auf 900 Quadratmetern einen Überblick über die Kunst alter Kulturen aus vier Erdteilen und fünf Jahrtausenden. Die rund 210 meisterlichen Gipsabformungen werden in 20 Räumen des Alten Rentamtes präsentiert. Dabei sind viele Repliken von Originalen, die sich noch an ihrem angestammten Ort befinden, so inszeniert, dass ihre Umgebung als Illusion im Museum entsteht und zu einem Stück erlebbarer Wirklichkeit wird. Zu den herausragenden Stücken der Ägyptenabteilung zählen etwa die Prunkpalette des Königs Narmer aus dem Ägyptischen Museum in Kairo, das Fischfang-Grabrelief aus Sakkara, die Grenzstele Sesostris’ III., Berlin, Ägyptisches Museum, oder aus dem Britischen Museum, London, den Stein von Rosette, der zur Entzifferung der Hieroglyphen beitrug.
Regelmäßige Sonderausstellungen greifen Themen der Dauerausstellung auf und bereichern sie durch originale Leihgaben. Daneben behandeln sie außergewöhnliche Themen wie die Geschichte der Schokolade, Möbel im Miniaturformat oder Blüten-Arrangements aus Gold und Edelsteinen. Immer wieder auch vor- und frühgeschichtliche Themen behandelt, die Ausstellungsstücke inszenieren, die in der Region um Iphofen gefunden wurden. Darunter sind die Sonderausstellungen „Frühe MAIN Geschichte. Archäologie am Fluss“ (2017) und „Als Franken fränkisch wurde. Archäologische Funde der Merowingerzeit“ (2021).

#### Geschichtsscheune
Die Iphöfer Geschichtsscheune wurde in einem Nebengebäude des Rathauses im Norden der Stadt eingerichtet. Der kleine Raum behandelt in mehreren Stationen die Geschichte der Stadt Iphofen und ersetzt ein Stadtmuseum. Einzige echte Ausstellungsobjekte sind mehrere Bildstöcke, die aus der Stadt und ihrem Umland hierher loziert wurden. Den Mittelpunkt der Scheune bildet ein Touchscreen, über den mehrere Etappen der Stadtgeschichte in Form von Augmented Reality. Durch die einzelnen Stationen führen ein sprechender Baum und ein Rebstock, der als Sinnbilder für die bedeutenden Naturschätze um die Stadt gelten.

### Sagen

#### Die Nachtglocke
Einst verirrte sich eine Gräfin Castell während des Winters im Steigerwald. Als die Nacht einbrach, war sie in Angst, weil es sehr kalt war. Glücklicherweise ertönte da aus der Richtung der Stadt Iphofen eine Glocke. Als sie dem Geräusch der Glocke folgte, fand sie aus dem Wald heraus und kam zur Stadt. Aus Dankbarkeit für ihre Rettung schenkte die Gräfin daraufhin der Gemeinde den Wald, in dem sie sich verirrt hatte. Noch zu Beginn des 20. Jahrhunderts wurde in Iphofen während der Winterzeit regelmäßig eine der Kirchenglocken geläutet. Alle, die sich verirrt haben, sollte sie als Rettung dienen.

#### Der nächtliche Pfarrer
In der Iphöfer Veitskirche war ein Knabe während des Gottesdienstes eingeschlafen. Er erwachte in der Nacht und fand die Kirche verschlossen vor, weil der Kirchner ihn übersehen hatte. Da sah er, wie die Sakristeitür aufging und ein Geisterpfarrer heraustrat. Dieser fragte in das dunkle Kirchenschiff: „Ist niemand da, der mir dient?“ Der Knabe aber sagte nichts, weil er vor Furcht erstarrt war. Am nächsten Morgen ging der Knabe zum Iphöfer Pfarrer und erzählte ihm die Ereignisse. Der Pfarrer sagte: „Heute abend lässt du dich wieder in die Kirche sperren und wenn die Erscheinung wieder kommt, dann trittst du hin und dienst ihr.“ Als um Mitternacht sich die Tür wieder öffnete, ging der Knabe hin und bot dem Geisterpfarrer seine Dienste an. So diente er als Ministrant während der heiligen Messe. Seit dieser Nacht war der Geisterpfarrer nie wieder gesehen worden.

#### Der Schatz in der Scheuertenne
In einer Scheuertenne in Iphofen wurde einst nach einem Schatz gegraben. Man wurde fündig und entdeckte einen Kochhafen voller Goldmünzen. Allerdings war es unmöglich ihn herauszuheben. Die Männer gruben und versuchten den Topf von unten zu erreichen – es blieb vergeblich. Dann nahm man eine Winde und ließ den Hafen daran befestigen. Es nützte alles nichts. Erst als man einen Geißbock aus dem nahegelegenen Stall über das Loch springen ließ, in dem sich der Schatz befand, ging die Arbeit plötzlich leichter von der Hand.

#### Das weiße Schweinchen
Auf dem Iphöfer Markt sprang viele Jahre lang ein kleines weißes Schweinchen. Es tauchte gegen Abend außerdem immer in der Stöhrsgasse auf, andere hatten es entlang der Stadtmauer in der Nähe des dort fließenden Gässchens gesehen. Eines Tages entschloss sich ein Knabe, das Schwein zu verfolgen. Als es dunkel wurde, verschwand das Schwein in einer Scheune. Als er am nächsten Tag zu dem Ort des Verschwindens zurückkehrte, sah er, dass der Spalt unter dem Tor eigentlich zu klein war, um ein echtes Schweinchen durchzulassen.

#### Das Rippchen
In Iphofen lebte ein Mann, dessen Frau nichts lieber aß als schweinerne Rippchen. Sie mussten gut durchwachsen sein, nicht zu mager aber auch nicht zu fett. Ihrem Mann gab sie den Auftrag, ihr bei einem Gang aufs Land, bei dem er einen Bindebast für den Garten, ein Töpfchen Wundschmalz, einen Lauskamm und drei Lot Kümmelkern für das Brotbacken besorgen sollte, ein solches Rippchen mitzubringen. Der Mann erledigte die meisten Aufträge und begab sich dann in eine Gastwirtschaft. Über das Weintrinken vergaß er das Rippchen. Als er in der Nacht zurückkehrte und schon die Stadt Iphofen in der Ferne sah, fiel ihm sein Fehler auf. In seiner Not ging der Mann zum Galgen, an dem erst am vorherigen Tag ein Mann aufgeknüpft worden war. Er schnitt mit seinem Taschenmesser dem Toten ein Rippchen heraus.
Die Frau war mit dem Rippchen allerdings nicht zufrieden. Es war nicht mager und ganz zäh. Sie schmiss es in ihrem Zorn aus dem Fenster, sodass es auf dem Dunghaufen landete. Noch in derselben Nacht hörte man um das Haus Schritte und eine Stimme, die sagte: „Mei Rippla – wo is mei Rippla?“ Der Bauer erwachte und hörte die Stimme. Viele Nächte hindurch wiederholte sich das Schauspiel, die Stimme schien dabei um das Haus zu wandeln. Der Mann versuchte mit Gebeten den Gehenkten zu verscheuchen und sprengte Weihwasser um das Grundstück. Erst in der Freitagnacht veränderte sich der Ton der Stimme. Als der Geist im Dunghaufen das Rippchen gefunden hatte, lachte er laut auf und die Stimme war nie wieder zu hören.

#### Der Höttehött
Auf einem strittigen Flurstreifen zwischen Iphofen und Rödelsee weidete einst ein Hirte seine Schafe und wurde vom Gericht als Schiedssprecher an das strittige Flurstück geladen, um unter Eid auszusagen. Die Bürger der Stadt Iphofen bestachen den Hirten, der den folgenden Meineid schwor: „So wahr der Schöpfer über meinem Haupte ist und Iphöfer Erde unter meinen Füßen ist, gehört diese Flur den Bürgern von Iphofen!“. Der Hirte trug beim Schwur eine Suppenschöpfkelle unter der Mütze und füllte sich vorher Iphöfer Erde in die Schuhe. Damit wurde der strittige Flurstreifen Iphofen zugesprochen. Der Hirte allerdings wurde nach diesem Meineid einen Kopf kürzer gemacht. Er war der Sage nach noch oft des Nachts spukend vor den Stadttoren Iphofens mit seinem Kopf unter dem Arm gesehen, seinen Namen Höttehött schaurig rufend.
Der Höttehött führte später immer wieder Leute im Steigerwald in die Irre, wobei er zwischen dem Flurstück Silbergrube oder dem Wascherlesgraben am Schwanberg bis zum Willanzheimer Hölzlein sein Unwesen trieb. Nachts tauchte er manchmal vor dem Einersheimer und dem Rödelseer Tor auf. Dort schellte er, als wollte er Einlass bekommen. Wenn aber einer der Wächter nach draußen schaute, ritt er lachend davon. Er ritt um den Herrnsgraben herum und verschwand dann, ohne eine Spur zu hinterlassen. Ein steinernes Denkmal Höttehött mit dem Kopf unter dem Arm in den Weinbergen von Iphofen erinnert an den Höttehött. Es ist Ausgangspunkt eines Wanderpfads hinauf zum Schloss Schwanberg. Diese Art des gedanklichen Vorbehalts beim Schwur, in der Rechtswissenschaft auch als Reservatio Mentalis bezeichnet, findet sich mancherorts in historischen Erzählungen oder Sagen wieder.

## Wirtschaft und Infrastruktur

### Wirtschaft

#### Gips

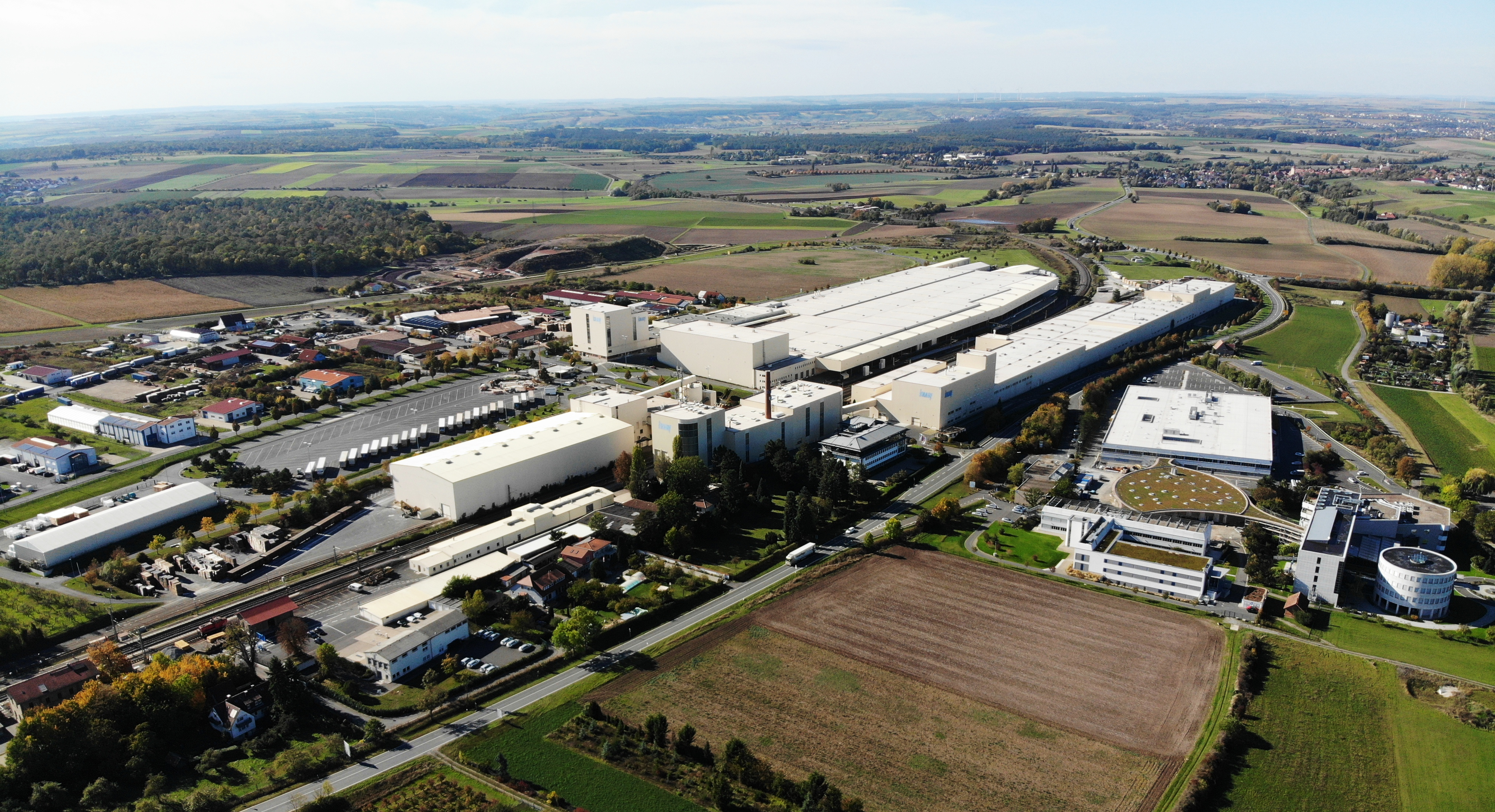
Sitz der Knauf Gips KG in Iphofen

In der Iphöfer Gemarkung liegt heute mit der Knauf Gips KG einer der weltweit bedeutendsten Betriebe der Baustoffindustrie. Der Standort profitiert von den geologischen Formationen unterhalb Iphofens und . Gips gilt als gelöstes Salz, das vor ca. 200 Millionen Jahren von den Wassermassen des Urmeers ausgewaschen wurde und sich in bis zu sechs Meter mächtigen Schichten anlagerte. Bereits in der Frühen Neuzeit gewann man um die Stadt den hier teilweise sogar als Oberflächenformation lagernden Gipskeuper. Für das 16. Jahrhundert können in der Stadt die ersten Bauwerke ausgemacht werden, bei denen Gips als Mauerstein ausgewählt wurde. Iphöfer Gips wurde vor allem im Barock auf vielen Baustellen für Stuckarbeiten eingesetzt.
Dabei wurden hier keine Minen oder Bergwerke von der Herrschaft betrieben. Bis ins 20. Jahrhundert erfolgte der Abbau des als „weißes Gold“ bezeichneten Gipses in kleinen und kleinsten Familienbetrieben. Erst nach dem Zweiten Weltkrieg setzte eine Veränderung ein. Da der Bedarf nach Baustoffen im zerstörten Deutschland nicht mehr aus den bisher genutzten Materialien zu decken war, griff man vermehrt auf Gips zurück. Heute bestehen drei Hauptnutzungsmöglichkeiten für den Stein. Gips und Anhydrit machen als Rohsteine 5 % des Zements aus.
Zu Beginn des 21. Jahrhunderts waren noch zwölf Brüche in wirtschaftlicher Nutzung. Die Kleinteiligkeit des Abbaus (pro Steinbruch nur etwa 2–3 Hektar) garantiert die schnelle Renaturierung und Rekultivierung der Abbauflächen. Der Gipsabbau erfolgt durch Bohr- und Sprengarbeiten, wobei das gesamte Grundgipslager durch eine einzige Sohle gewonnen werden sollte. Der Abbau von Anhydritgestein macht die Anlage von Gruben notwendig, die teilweise eine Fläche von mehr als zwei Quadratkilometern einnehmen können. Die Stollen werden durch Pfeiler-Kammer-Bau gesichert, deren Pfeiler je nach Ausbildung der Lagerstätte stark variiert. Größtes Bergwerk in der Iphöfer Gemarkung ist das Gipswerk Markt Einersheim.

#### Weinbau

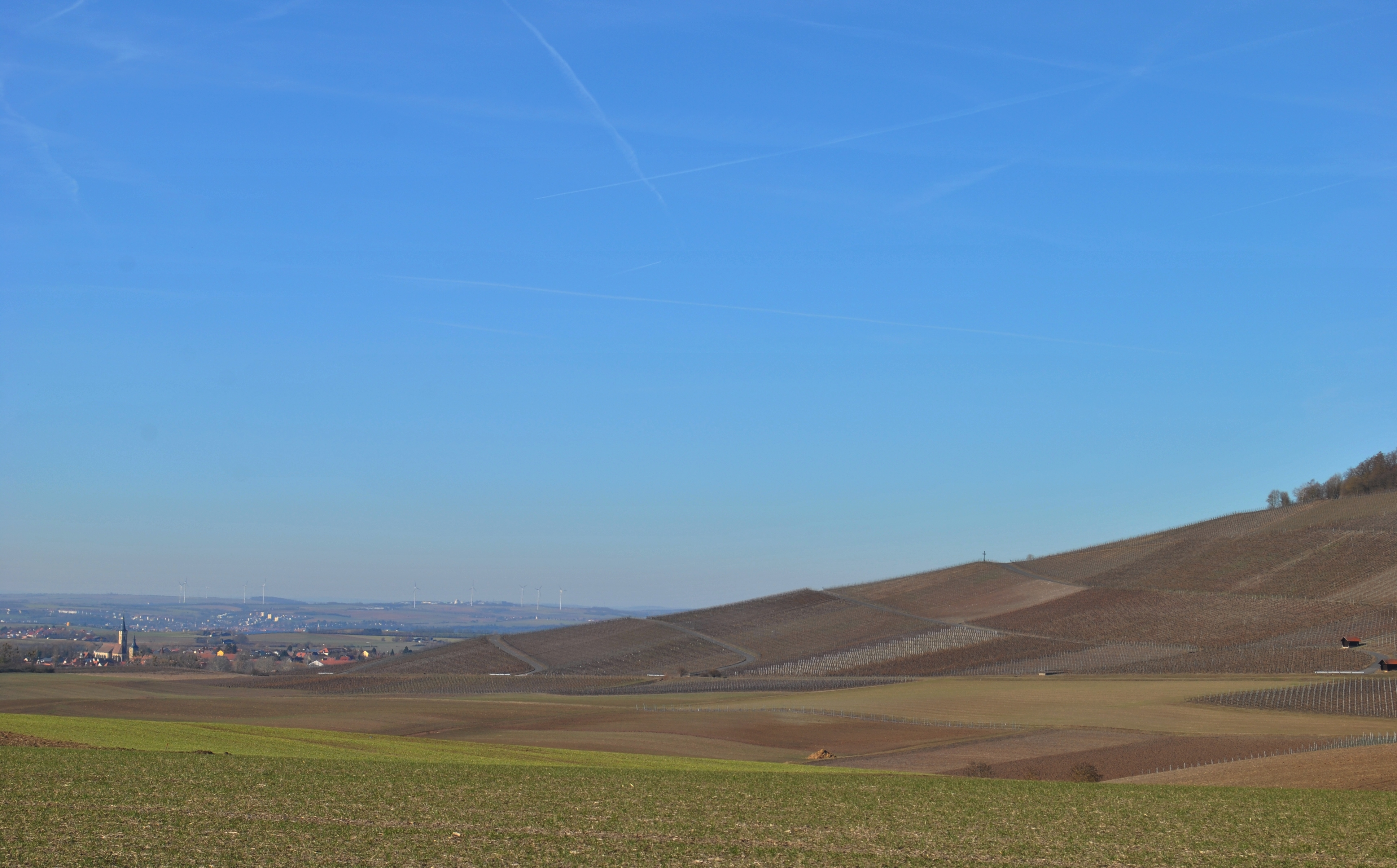
Die Weinlage Kalbberg nahe der Stadt

Iphofen ist heute bedeutender Weinbauort im Anbaugebiet Franken, belegt mit seiner Rebfläche den dritten Platz nach Volkach und Nordheim am Main. Insgesamt vier Weinlagen existieren um den Ort, der Wein wird seit den 1970er Jahren unter den Namen Iphöfer Domherr, Iphöfer Julius-Echter-Berg, Iphöfer Kalb und Iphöfer Kronsberg vermarktet. Daneben ist die Stadt namensgebende Leitgemeinde der Großlage Iphöfer Burgweg. Iphofen ist Teil des Bereichs Schwanberger Land, bis 2017 waren die Winzer im Bereich Steigerwald zusammengefasst. Die Keuperböden mit hohem Gipsanteil um Iphofen eignen sich ebenso für den Anbau von Wein, wie die Lage in der Maingauklimazone, die zu den wärmsten Deutschlands gehört.
Bereits seit dem Frühmittelalter betreiben die Menschen um Iphofen Weinbau. Die fränkischen Siedler brachten wohl im 7. Jahrhundert die Rebe mit an den Main. Bereits 1158 tauchen in einer Urkunde „vineas in Ypphofen“ auf, die dem Kloster Münchaurach gehörten. Im Mittelalter gehörte die Region zum größten zusammenhängenden Weinbaugebiet im Heiligen Römischen Reich. Die Menschen betrieben zumeist Nebenerwerbsweinbau zur Selbstversorgung, gleichzeitig bildeten sich bereits Exportzentren insbesondere entlang des Maines heraus.

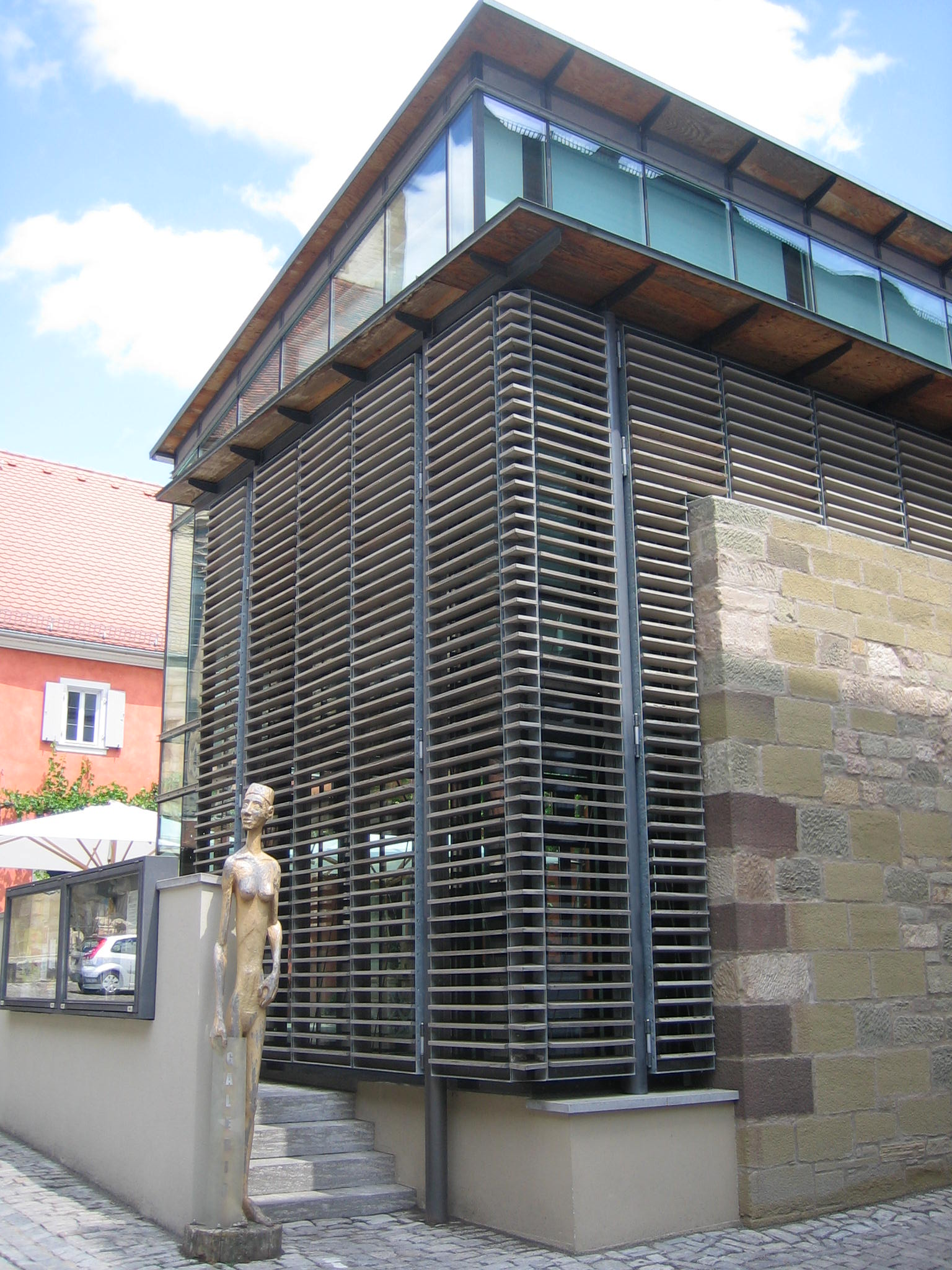
Vinothek in Iphofen

Im 15. Jahrhundert reichten die Weinberge bis vor die Stadt, die höher gelegenen Berghänge des Schwanberges, die heute das Hauptanbaugebiet für Wein um Iphofen bilden, waren allerdings noch kaum bestockt. Erst im 18. Jahrhundert entstanden die heutigen Lagen. Im Jahr 1582 befanden sich noch 320 ha Weinberge um die Stadt. Iphofen war wichtiger Weinhandelsplatz im Steigerwaldvorland, sodass die Stadtoberen mehrere Personen mit der Überwachung der Weinqualität und -menge einsetzten. Traubenstehlen im Weinberg wurde bei Wiederholung mit Verweis aus der städtischen Gemeinschaft bestraft.
Der Weinbau erlebte nach der Säkularisation zu Beginn des 19. Jahrhunderts einen umfassenden Niedergang. Vor allem klimatisch weniger begünstige Lagen gab man vollständig auf. Zusätzlich erschwerte das Aufkommen von Schädlingen wie der Reblaus den Anbau. Ab dem 30. August 1905 galt die Iphöfer Gemarkung als von der Reblaus verseucht. Konsolidieren konnte sich die Weinbauregion Franken erst wieder in der zweiten Hälfte des 20. Jahrhunderts. Der Einsatz von Düngern und verbesserte Anbaumethoden hatten dazu ebenso beigetragen wie die Organisation in Genossenschaften und die Flurbereinigung der 1970er Jahre.
Den Charakter als Weinstadt bestimmen heute mehr als 20 Winzer. Bekannte Weingüter sind das Weingut Hans Wirsching, das 2016 von Landwirtschaftsminister Helmut Brunner mit dem Staatsehrenpreis ausgezeichnet wurde, der höchsten Auszeichnung für Wein in Bayern, sowie der Winzer Johann Ruck. Er belieferte auch Papst Benedikt XVI. Neben den beiden vorgenannten gehört auch das Weingut Johann Arnold dem Verband Deutscher Prädikatsweingüter (VDP) an. Auch das Würzburger Juliusspital besitzt in Iphofen größere Flächen. Der Schauspieler Günter Strack aus dem nahegelegenen Münchsteinach vermarktete hier außerdem einst seine eigenen Weine.
Zwei Lagen, der Julius-Echter-Berg und der Kronsberg, sind vom VDP klassifiziert und liefern erstklassige Weine. Beide Lagen besitzen sehr steile Abschnitte und sind nach Süden bzw. Südwesten ausgerichtet. Seit den 2000er Jahren versucht die Stadt ihr Profil als Zentrum des fränkischen Weintourismus zu stärken. Hierzu etablierte man neue Feste und errichtete einen Weinlehrpfad am Schwanberg. Daneben entstand eine Vinothek in der Stadtmitte. Mittelpunkt der Weinkultur ist das Winzerfest auf dem Marktplatz Mitte Juli.
| Weinlage           | Größe 1993 | Größe 2019 | Himmelsrichtung | Hangneigung | Hauptrebsorten          | Großlage                              |
| ------------------ | ---------- | ---------- | --------------- | ----------- | ----------------------- | ------------------------------------- |
| Domherr            | 21 ha      | unklar     | Süden           | 25–35 %     | Müller-Thurgau, Bacchus | großlagenfrei                         |
| Julius-Echter-Berg | 40 ha      | 163 ha     | Süden           | 35 %        | Silvaner                | Iphöfer Burgweg, Rödelseer Schloßberg |
| Kalb               | 90 ha      | 68 ha      | Süden           | 35 %        | Silvaner                | Iphöfer Burgweg                       |
| Kronsberg          | 160 ha     | 198 ha     | Süden           | 30 %        | Müller-Thurgau          | Iphöfer Burgweg                       |

#### Tourismus
Heute bildet der Kulturtourismus einen der wirtschaftlichen Grundpfeiler der Stadt Iphofen. Diese Ausrichtung auf den Fremdenverkehr geht bereits auf das 19. Jahrhundert zurück, als Ausflügler aus Würzburg und Nürnberg die kleinen fränkischen Städte entdeckten. Besondere Bedeutung für die Stadt hatte die Fertigstellung der Bahnstrecke Fürth–Würzburg im Jahr 1865. In der Folge war es für Tagestouristen ein Leichtes, Iphofen zu erreichen. In der Folge wurde die spätmittelalterliche Altstadt in Wert gesetzt. Insbesondere das Rödelseer Tor entwickelte sich zu einem beliebten Fotomotiv. Die Werbung für den Tourismus führte in der Zeit des Nationalsozialismus, ähnlich wie im Bäder-Antisemitismus, zu judenfeindlichen Kampagnen, so brachte man 1936 und 1938 zwei herabwürdigende Tafeln an den Stadttoren an, die Iphofen indirekt für judenfrei erklärten.
Nach dem Zweiten Weltkrieg professionalisierte sich das Engagement für den Fremdenverkehr. Im Jahr 1949 gründete sich auf Initiative des Arztes Fritz Sturm ein Fremdenverkehrs- und Verschönerungsverein. Dieser hielt sich allerdings nur wenige Jahre, ehe er 1958 wieder aufgelöst wurde. Mit dem Ende des Vereinslebens ging die Organisation des Fremdenverkehrs wieder auf die Stadt über. Ein weiterer Anlauf zur Gründung eines Vereins scheiterte in den 1960er Jahren wiederum. Erst die Neugründung des Heimat- und Fremdenverkehrsvereins im Jahr 1985 war von dauerhaftem Erfolg gekrönt. Der Verein löste sich schließlich im Jahr 2010 auf, weil die kommunale Touristinformation Iphofen seine Arbeit weitgehend übernommen hatte.
Heute koordiniert die Tourist-Information alle Fremdenverkehrsveranstaltungen in der Stadt. Mit der Ausrichtung der Fränkischen Feinschmeckermesse im Jahr 2001 bezog die Tourist-Information die städtische Vinothek in der Altstadt. In den letzten 20 Jahren ist eine verstärkte Ausrichtung des Tourismus auf den Weinbau zu bemerken. Dabei bildet das seit dem Jahr 1948 als Winzerspiel und seit 1977 als Open-Air-Veranstaltung ausgerichtete Winzerfest einen der Hauptanlaufpunkte. Daneben werden typische Winzerveranstaltungen wie die Letzte Fuhre oder Weinverkostungen begangen. Mit der Einrichtung der Geschichtsscheune wurde das touristische Angebot um die historische Genese der Stadt erweitert.
Mit 43.469 Übernachtungen im Jahr 2001, 49.866 Übernachtungen im Jahr 2010 und immer noch über 50.000 Übernachtungen im Corona-Jahr 2019 gehört Iphofen vor der Nachbargemeinde Rödelsee zu den größten Tourismusdestinationen des Steigerwaldvorlandes. Dabei steigt das Gros der Gäste im Hauptort Iphofen selbst ab. Die Stadt wird im Landkreis Kitzingen nur noch von Volkach übertroffen. Die überregionale Vermarktung von Veranstaltungen wird durch die Dachorganisation „Die gastlichen Fünf“ gewährleistet, unter der sich die Städte Dettelbach, Gerolzhofen, Iphofen, Kitzingen und Volkach zusammengeschlossen haben. Iphofen ist Teil der Tourismusregion Fränkisches Weinland.

### Verkehr
Iphofen liegt verkehrsgünstig im Vorland des Steigerwaldes. Mit der Bundesstraße 8 führt eine bedeutende Nord-Süd-Verbindung am Rande der bebauten Fläche vorbei. Daneben besitzt die Bahnstrecke Fürth–Würzburg eine überregionale Bedeutung. Iphofen ist mit einem eigenen Bahnhof direkt mit der Strecke verbunden. Bereits seit dem Mittelalter war Iphofen an einer wichtigen Verbindung zu finden. Seit dem 14. Jahrhundert führte die Hohe Straße, die die Reichsstadt Nürnberg mit dem Krönungsort der Kaiser, Frankfurt am Main, verband, am Rande der Stadt vorbei. Obwohl König Wenzel von Luxemburg den benachbarten Mainbernheimern das Recht erteilte, die Straße entlang ihrer Herrnstraße zu leiten, gelang es den Iphöfern immer wieder, die Straße umzuleiten und entlang des eigenen Marktplatzes zu führen. Die Bezeichnung Alte Reichsstraße für eine Verbindung im Süden der Gemarkung weist auf die historische Position hin.

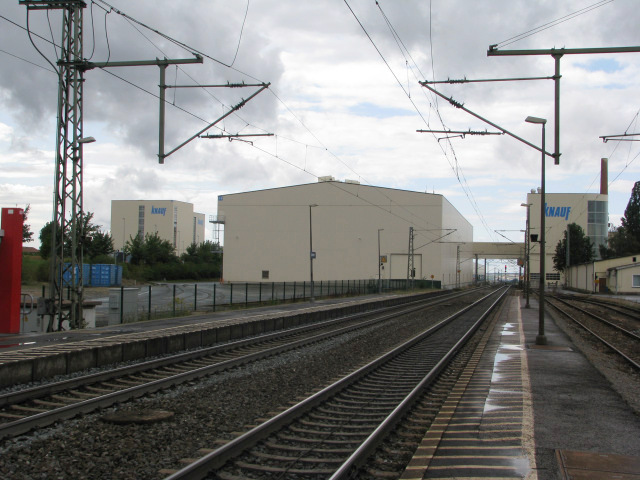
Bahnhof Iphofen an der Bahnstrecke Fürth–Würzburg

Die bedeutenden Verkehrsadern führen im Süden an der Stadt vorbei. Die Bundesstraße besitzt fünf Ausfahrten in der Iphöfer Gemarkung. So mündet im Westen der bebauten Fläche die Staatsstraße 2420 als regional bedeutende Verbindung in die nördlich der Stadt gelegenen Areale ein. Sie entstand als Umgehungsstraße und wird in Richtung Rödelsee weitergeführt. Von großer Bedeutung für das Industriegebiet Iphofens und damit für die Knauf Gips KG ist die Kreisstraße KT 16, die noch weiter westlich in Richtung Süden abzweigt. Sie durchquert die Industrieflächen und wird dann als Ortsverbindung nach Willanzheim weitergeführt. Von größerer Bedeutung für die Stadt selbst sind die Abzweigungen der Mainbernheimer Straße und der Bahnhofstraße, die beide in Richtung der Altstadt weitergeführt werden. Die Verbindung der Gipsabbauflächen im Bergwerk Einersheim wird durch die Abzweigung der Markt Einersheimer Straße gewährleistet.
Neben den überregional wichtigen Verkehrsverbindungen weist Iphofen zwei weitere Straßen auf, die die Stadt mit ihrem Umland verbinden. Da ist zum einen die als Rödelseer Straße durch die Gemarkung geführte Verbindung zur Staatsstraße 2420, die insbesondere die nördlichen Wohngebiete an den Stadtkern anschließt. Daneben führt außerdem die Kreisstraße KT 19 vom Iphöfer Gemeindeteil Birklingen von Nordosten kommend in die Stadt. Sie bildet die einzige Straßenverbindung der Stadt in Richtung des Steigerwaldes. Darüber hinaus werden die im südlichen Teil der Gemarkung verorteten Mühlen über eine unbenannte Gemeindeverbindungsstraße mit Willanzheim und dem Iphöfer Gemeindeteil Mönchsondheim verbunden.
Besondere Bedeutung für den Personen- und den Güterverkehr hat Iphofens Lage an der Bahnstrecke Fürth–Würzburg. Diese ist eine zweigleisige elektrifizierte Hauptbahn. Sie wurde am 19. Juni 1865 fertiggestellt und in den folgenden Jahrzehnten immer wieder ausgebaut. Die Strecke ist Teil des Kernnetzes der Transeuropäischen Verkehrsnetze. Sie hat eine große Bedeutung im deutschen Schienenverkehr. Neben stündlich verkehrenden Regional-Express-Zügen und zahlreichen Güterzügen besteht im ICE-Verkehr mittlerweile tagsüber, mit einzelnen Lücken, ein Halbstundentakt. Iphofen ist mit dem Bahnhof Iphofen an die Strecke angeschlossen. Er wird von Regionalbahn- und Regionalexpresszügen angefahren, die vor allem Pendler aus Kitzingen nach Iphofen bringen. Die Stadt liegt im Verkehrsverbund Großraum Nürnberg.

### Bildung
In der Stadt Iphofen sind heute eine Grund- und eine Mittelschule angesiedelt. Daneben bestehen zwei Kindergärten. Erstmals urkundlich erwähnt wurde eine Schule in Iphofen bereits im Jahr 1436. Bis ins 16. Jahrhundert war hier lediglich eine deutsche oder „gemeine“ Schule zu finden. Erst mit der Nennung der Lateinschule im Jahr 1569 differenzierte sich das Schulwesen weiter aus. Die zum Universitätsstudium qualifizierende Lateinschule lag in der Nähe der Pfarrkirche und war mit der Institution Kirche eng verbunden. Sie wurde im Jahr 1639 aufgegeben. Im 19. Jahrhundert bestand die Iphöfer Schule aus vier Klassen. Mit dem Neubau neben dem Rathaus entstand bis 1879 das größte und modernste Schulhaus im Bezirksamt Scheinfeld.
Beide Kindergärten sind heute nach Heiligen benannt und befinden sich in katholischer Trägerschaft. Die Dr.-Karlheinz-Spielmann-Grundschule in der Valentin-Arnold-Straße im Norden der Iphöfer Altstadt ist nach dem Leutnant der Luftwaffe benannt, der die Stadt im Jahr 1945 von der Bombardierung durch die Amerikaner schützte. Sie besitzt einen kleinen Sprengel, der neben der Kernstadt Iphofen nur noch den Gemeindeteil Birklingen umfasst. In den gleichen Baulichkeiten ist außerdem die Dr.-Karlheinz-Spielmann-Mittelschule untergebracht, in der die Schüler aus Iphofen, seinen Ortsteilen, Willanzheim und Markt Einersheim unterrichtet werden. Die Schule ist mit den Jahrgangsstufen 5–10 voll ausgebaut und ermöglicht über den sogenannten M-Zug den Realschulabschluss.

### Vereine und Verbände
- 1 Stunde Zeit
- 1. FC Iphofen Fußball, Judo
- 1. Fränkische Winzertanzgruppe e.V.
- Arbeitskreis Gehwissen
- Bauernverband Obmann Iphofen
- Bündnis 90/Die Grünen – Ortsverband Iphofen
- CSU Ortsverband
- Feldgeschworene Iphofen
- Förderkreis Hallenbad e.V.
- Förderverein ABZ Iphofen
- Förderverein Dr. Karlheinz-Spielmann-Schule
- Förderverein Musikschule
- Forstbetriebsgemeinschaft KT e.V.
- Freiwillige Feuerwehr Iphofen
- FWI – Freie Wählergemeinschaft Iphofen
- Gesangverein 1866 Iphofen
- Industriegewerkschaft Bergbau, Chemie und Energie – Ortsgruppe Iphofen
- Iphöfer Stücht e.V.
- Jagdgenossenschaft Iphofen
- Jugendraum St. Veit e.V.
- Junge Union
- Kath. Erwachsenenbildung (KEB)
- Kath. Frauenbund
- KJ Zeltlager Iphofen
- Knauf-Bergmannskapelle
- Königlich Priv. Schützengesellschaft von 1420 Iphofen
- Landfrauen Iphofen
- Musikfreunde St. Veit e.V.
- Seniorenclub St. Veit
- SPD-Ortsverein Iphofen
- Sportfischergemeinschaft Iphofen e. V.
- Steigerwaldklub e.V. Zweigverein Iphofen
- TC Iphofen e.V.
- TSV 07 Iphofen
- VdK Ortsverband Iphofen
- Wanderfreunde Iphofen e.V.
- Wasserwacht Ortsgruppe Iphofen
- Weinbauverein Iphofen
- Weinfreunde Iphofen eG

## Persönlichkeiten

### Söhne und Töchter der Stadt

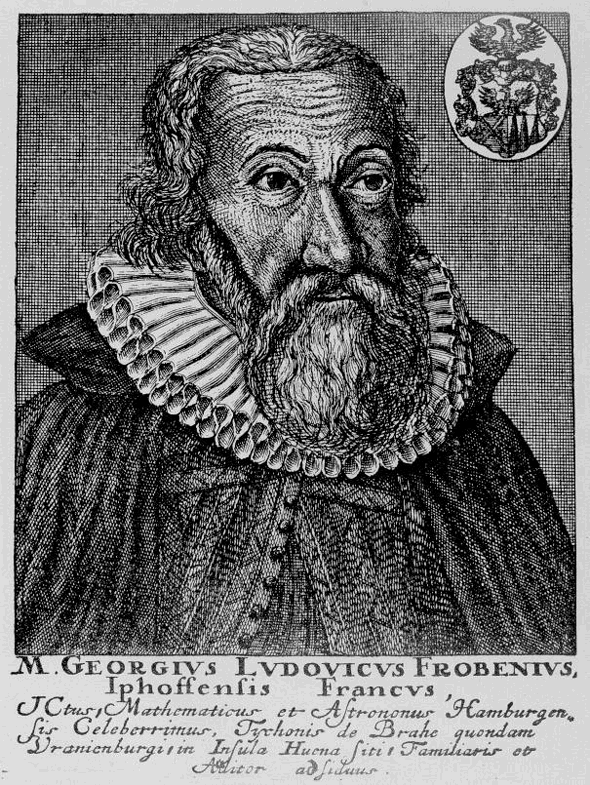
Der Mathematiker und Buchhändler Georg Ludwig Frobenius

- Schoder Peter (gen. 1419, 1425), Baumeister, Peter war am Bau der Iphöfer Veitskirche beteiligt[59]
- Niklas Roßkopf (gen. 1511, 1518), bambergisch-fürstlicher Werkmeister, als solcher am Bau der Festung Rosenberg in Kronach beteiligt[60]
- Veit Vendt († 1503), Zisterzienserabt von Ebrach
- Leonhard Gnetzamer (um 1516–1566), Benediktinerabt von Aura und Münsterschwarzach
- Leonhard Krenzheim (1532–1598), evangelischer Theologe
- Johann Papius (1558–1622), Logiker und Mediziner
- Paulus Papius (um 1560–1607), Secretarius und Historiker
- Georg Ludwig Frobenius (1566–1645), Mathematiker und Buchhändler
- Peter Bertsch (geboren als Johann Jakob, 1671–1741), Propst des Augustiner-Chorherrenstifts Triefenstein
- Melchior Philipp Rothmund (1723–1778), Seminarregens in Ellwangen, Kapitular des Stiftes Haug in Würzburg
- Gabriel Klinger (geboren als Johann Andreas Franz, 1742–1826), Provinzial der fränkischen Kapuziner-Provinz
- Franz Reichert (1750–1793), Mitglied des Münchner Prediger-Instituts
- Valentin Arnold (1798–1860), Schriftsteller[61]
- Joseph Winzheimer (1807–1897), Arzt und Landtagsabgeordneter
- Wilhelm Braun (1810–1892), Maler[62]
- Karl Heim (1886–1914), Maler[63]
- Franz Dülk (1928–2016), Zeitungswissenschaftler und Fernsehproduzent
- Franz Brosch (* 1949), Politiker (CSU) und Verbandsfunktionär
- Siegfried Naser (* 1951), Politiker (CSU) und Präsident des Bayerischen Sparkassenverbands
- Jonathan-Johannes Düring (* 1960), Autor und Theologe[64]

### Mit Iphofen verbunden
- Christian Bönicke (1745–1805), Geistlicher und Hochschullehrer, Bönicke war mehrere Jahre als Kaplan in Iphofen tätig
- August von Platen-Hallermünde (1796–1835), Dichter, von Platen–Hallermünde weilte im Jahr 1819 mehrere Wochen in Iphofen. In dieser Zeit schrieb er mehrere Tagebucheinträge, die das Leben in der Stadt zum Thema haben[65]
- Hans Pfitzner (1869–1949), Komponist, Dirigent und Autor, Pfitzner hielt sich im Mai 1930 für zehn Tage in Iphofen auf und schrieb hier an seiner Oper „Das Herz“
- Fernand Renard (1912–1988), französischer Maler, Renard war als Kriegsgefangener während des Zweiten Weltkriegs in Iphofen und schuf hier sein Hauptwerk
- Andreas Brombierstäudl (1915–2012), Lehrer und Heimatforscher, Brombierstäudl war Rektor der Iphöfer Volksschule und leitete nach seiner Pensionierung das Stadtarchiv
- Axel Herrmann (1926–1994), Geologe und Hochschullehrer, Herrmann war bis ins hohe Alter in Iphofen tätig[66]
- Josef Endres (* 1952), Lehrer und Heimatforscher, Endres war zeitweise Stadtarchivar von Iphofen

### Ehrenbürger
- Fritz Sturm, Arzt, Organisator des ersten Winzerfestes 1948, Dichter[67]
- Karlheinz Spielmann (1908–1980), Jurist, Leutnant der Luftwaffe, Wirtschaftsführer, Spielmann trieb die Ernennung Iphofens zur „Lazarettstadt“ voran, Verleihung der Ehrenbürgerwürde 1961
- Karl Knauf (1909–1984), Unternehmer, Mitglied der Familie Knauf, Verleihung der Ehrenbürgerwürde 2008
- Baldwin Knauf (* 1939), Unternehmer, Mitglied der Familie Knauf, Verleihung der Ehrenbürgerwürde 2008[68]